# 揖斐川町
揖斐川町（いびがわちょう）は、岐阜県揖斐郡に属する町。西濃地方の西北端に位置し、北で福井県、西で滋賀県と接する。町の中心を揖斐川が南へと流れ、その上流には貯水量が日本最大の徳山ダムがある。
6町村の合併により2005年（平成17年）1月31日に誕生した。

## 地理
南東部は濃尾平野の北西にあり、県境の北部と西部は標高1100～1300メートルの山々が連なる。両白山地南西部の越美山地の能郷白山、三周ヶ岳、花房山、小津権現山や、伊吹山地の伊吹山、金糞岳、貝月山、池田山などの山がある。

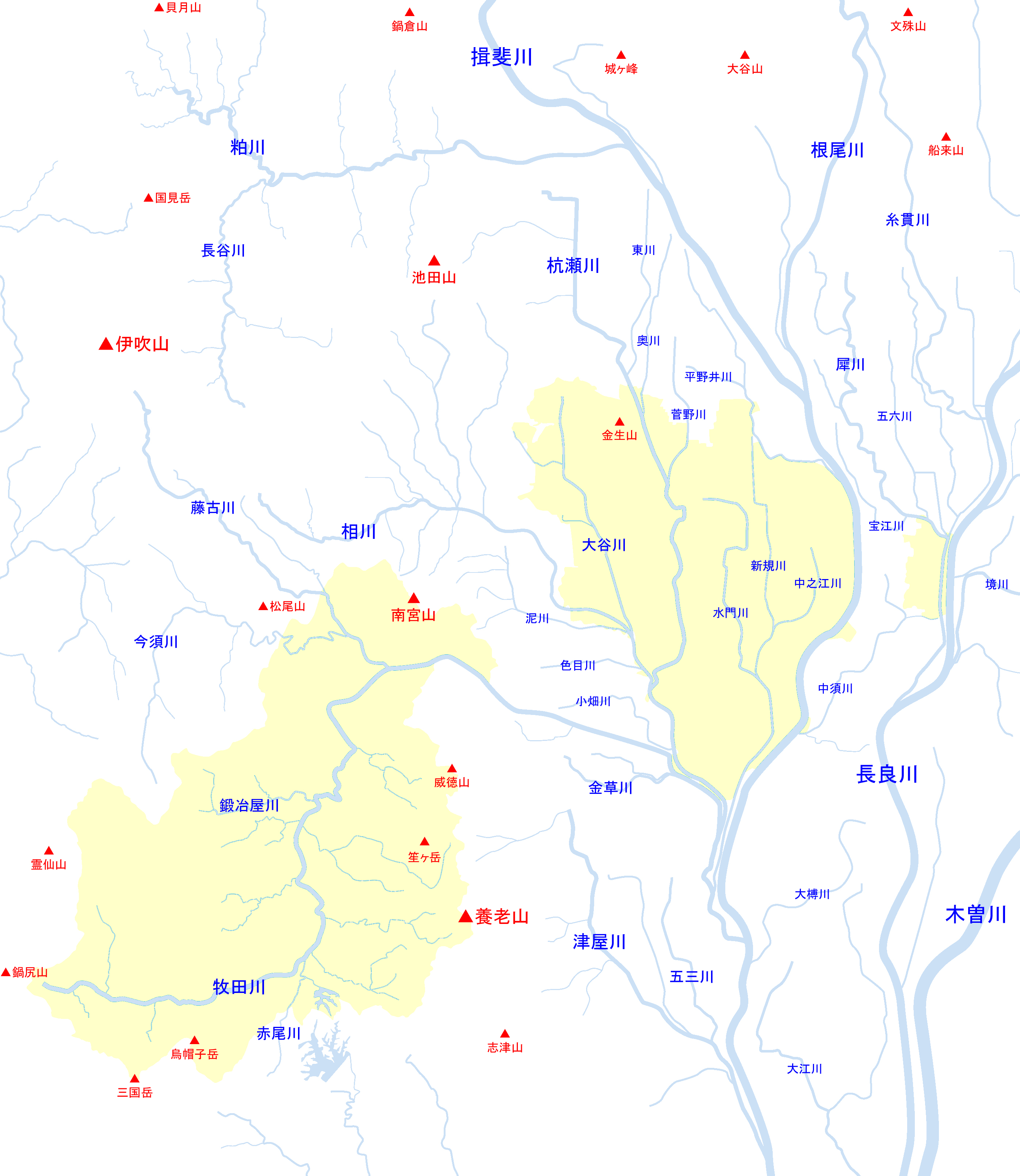
大垣市周辺河川の位置関係図

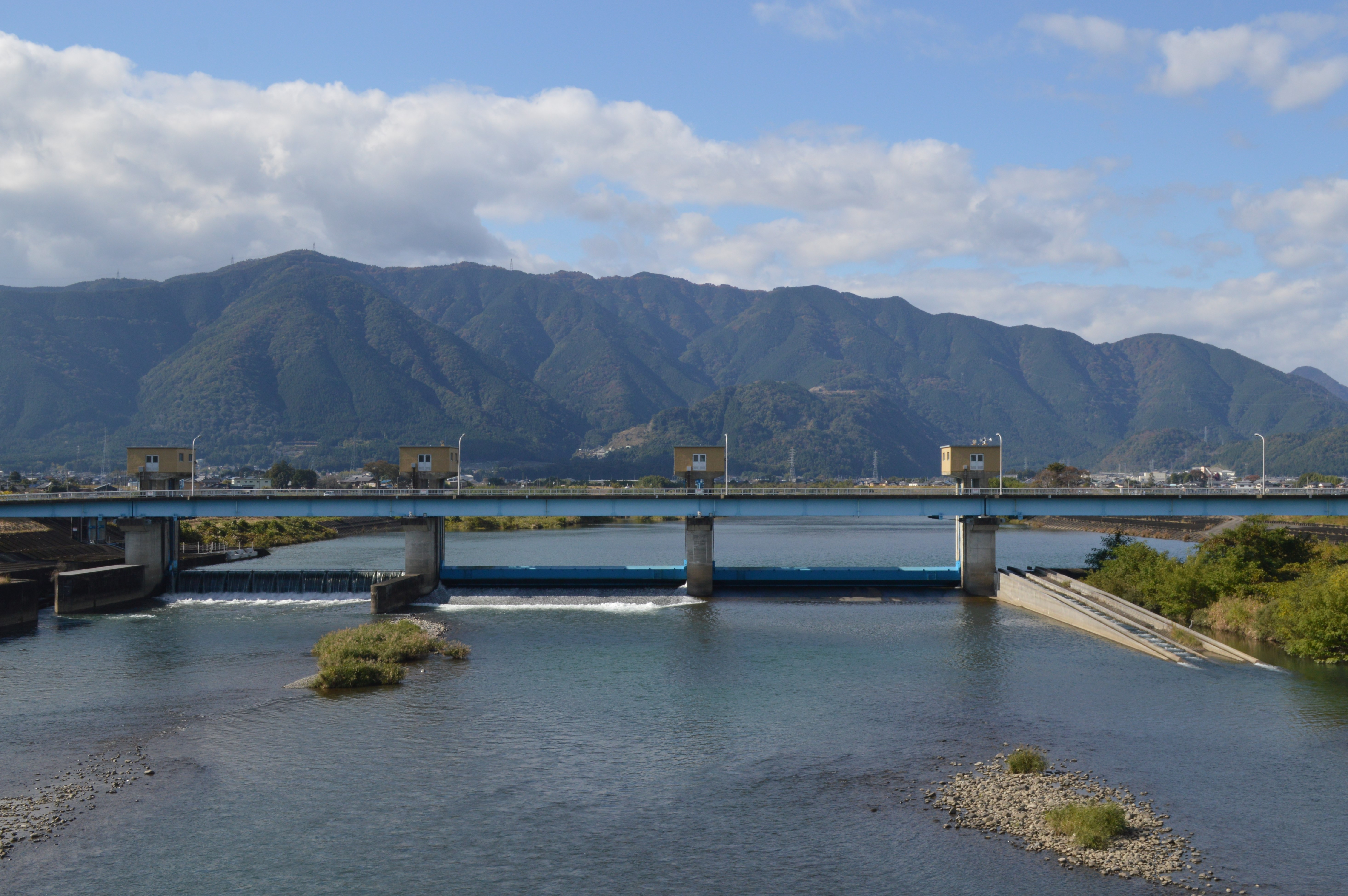
国道417号から見た揖斐川
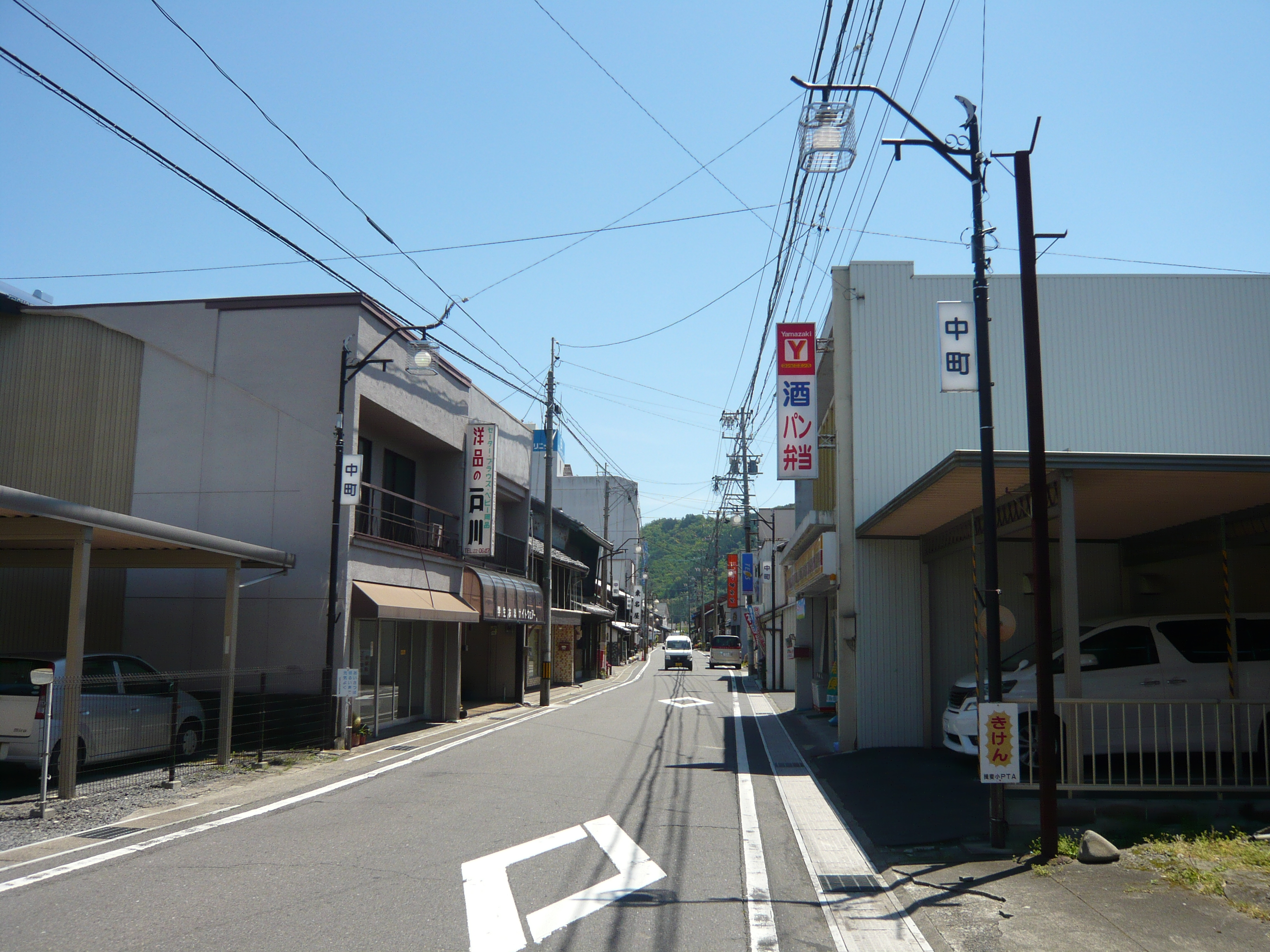
揖斐町中心部（旧道沿い）
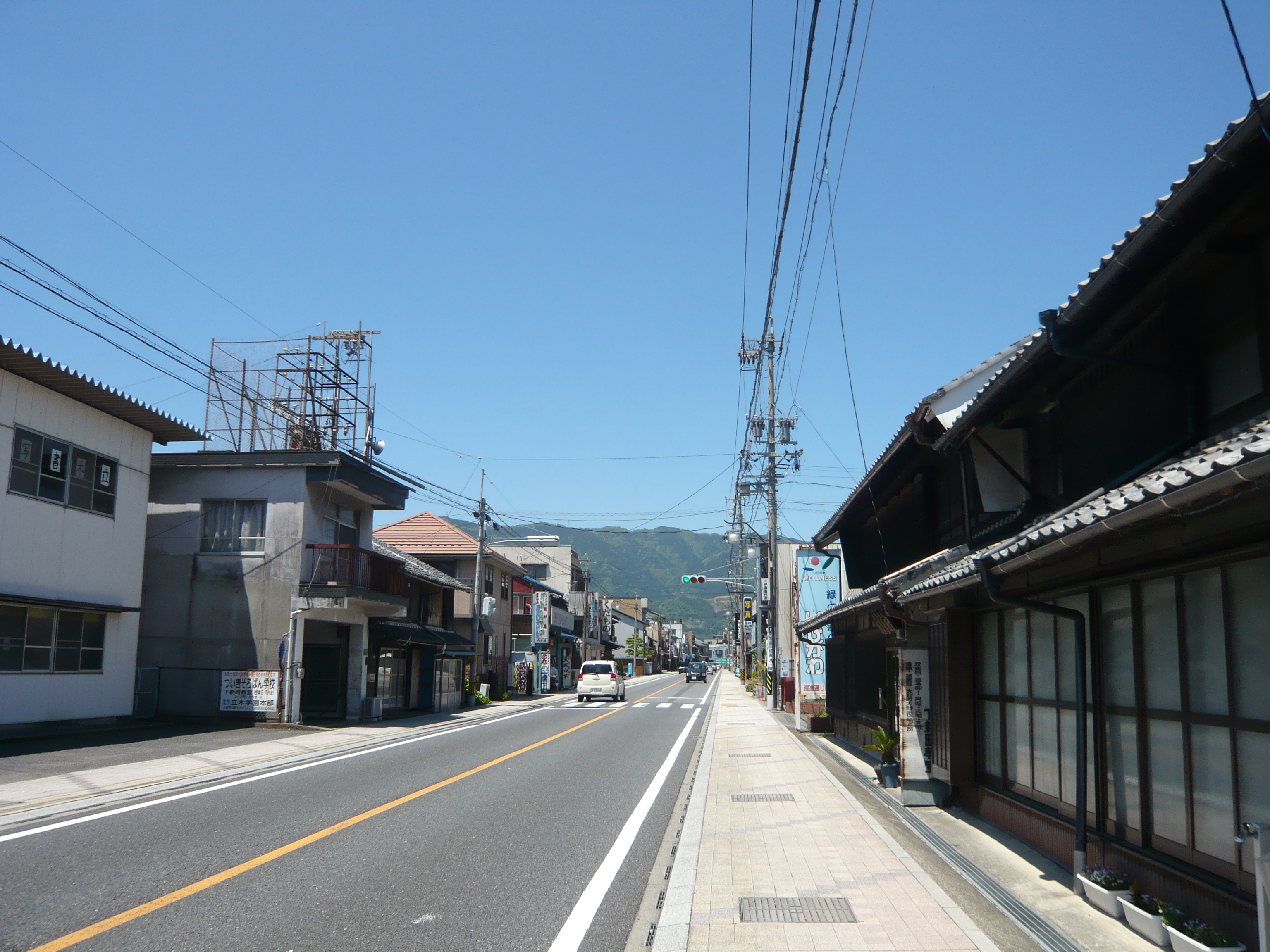
揖斐町中心部（国道417号沿い）

### 気候
旧坂内村と旧徳山村は特別豪雪地帯に、それ以外の地域は豪雪地帯に指定されており、平野部に位置する役場周辺でも年に数回30cmほど積雪する。
夏は非常に蒸し暑く、35℃以上の猛暑日が連日のように続くこともあり、年によっては38℃以上になる日もある。多治見市や美濃市などと並んで県下随一の酷暑地域である。
- 気温：最高39.6℃（2007年（平成19年）8月16日、2018年（平成30年）7月18日）、最低-8.2℃（1981年（昭和56年）2月28日）
- 最大日降水量：354ミリ（2002年（平成14年）7月10日）
- 最大瞬間風速：32.4メートル（2018年（平成30年）9月4日）
- 夏日最多日数：158日（2024年（令和6年））
- 真夏日最多日数：96日（2024年（令和6年））
- 猛暑日最多日数：46日（2024年（令和6年））
- 熱帯夜最多日数：39日（2024年（令和6年））
- 冬日最多日数：76日（1984年（昭和59年））

| 揖斐川（旧揖斐川町）の気候 | 揖斐川（旧揖斐川町）の気候 | 揖斐川（旧揖斐川町）の気候 | 揖斐川（旧揖斐川町）の気候 | 揖斐川（旧揖斐川町）の気候 | 揖斐川（旧揖斐川町）の気候 | 揖斐川（旧揖斐川町）の気候 | 揖斐川（旧揖斐川町）の気候 | 揖斐川（旧揖斐川町）の気候 | 揖斐川（旧揖斐川町）の気候 | 揖斐川（旧揖斐川町）の気候 | 揖斐川（旧揖斐川町）の気候 | 揖斐川（旧揖斐川町）の気候 | 揖斐川（旧揖斐川町）の気候 |
| 月                         | 1月                        | 2月                        | 3月                        | 4月                        | 5月                        | 6月                        | 7月                        | 8月                        | 9月                        | 10月                       | 11月                       | 12月                       | 年                         |
| -------------------------- | -------------------------- | -------------------------- | -------------------------- | -------------------------- | -------------------------- | -------------------------- | -------------------------- | -------------------------- | -------------------------- | -------------------------- | -------------------------- | -------------------------- | -------------------------- |
| 最高気温記録 °C （°F）     | 17.7 (63.9)                | 20.4 (68.7)                | 26.0 (78.8)                | 31.2 (88.2)                | 35.1 (95.2)                | 38.2 (100.8)               | 39.6 (103.3)               | 39.6 (103.3)               | 38.2 (100.8)               | 32.6 (90.7)                | 25.8 (78.4)                | 22.1 (71.8)                | 39.6 (103.3)               |
| 平均最高気温 °C （°F）     | 8.2 (46.8)                 | 9.4 (48.9)                 | 13.4 (56.1)                | 19.4 (66.9)                | 24.5 (76.1)                | 27.7 (81.9)                | 31.4 (88.5)                | 33.0 (91.4)                | 28.8 (83.8)                | 23.3 (73.9)                | 17.1 (62.8)                | 10.9 (51.6)                | 20.6 (69.1)                |
| 日平均気温 °C （°F）       | 3.8 (38.8)                 | 4.6 (40.3)                 | 8.2 (46.8)                 | 13.8 (56.8)                | 18.9 (66)                  | 22.7 (72.9)                | 26.4 (79.5)                | 27.6 (81.7)                | 23.8 (74.8)                | 18.0 (64.4)                | 11.8 (53.2)                | 6.2 (43.2)                 | 15.5 (59.9)                |
| 平均最低気温 °C （°F）     | 0.0 (32)                   | 0.3 (32.5)                 | 3.3 (37.9)                 | 8.5 (47.3)                 | 13.8 (56.8)                | 18.5 (65.3)                | 22.7 (72.9)                | 23.7 (74.7)                | 19.9 (67.8)                | 13.7 (56.7)                | 7.3 (45.1)                 | 2.3 (36.1)                 | 11.2 (52.2)                |
| 最低気温記録 °C （°F）     | −7.0 (19.4)                | −8.2 (17.2)                | −6.2 (20.8)                | −0.4 (31.3)                | 4.4 (39.9)                 | 11.4 (52.5)                | 16.1 (61)                  | 16.4 (61.5)                | 10.7 (51.3)                | 2.7 (36.9)                 | −1.3 (29.7)                | −5.9 (21.4)                | −8.2 (17.2)                |
| 降水量 mm （inch）         | 108.8 (4.283)              | 105.8 (4.165)              | 171.7 (6.76)               | 224.1 (8.823)              | 279.0 (10.984)             | 302.5 (11.909)             | 379.4 (14.937)             | 213.9 (8.421)              | 312.5 (12.303)             | 184.3 (7.256)              | 112.1 (4.413)              | 120.8 (4.756)              | 2,517.6 (99.118)           |
| 平均降水日数 （≥1.0 mm）   | 12.5                       | 10.9                       | 11.7                       | 10.4                       | 10.4                       | 12.8                       | 14.1                       | 11.8                       | 12.3                       | 9.3                        | 9.5                        | 13.2                       | 138.8                      |
| 平均月間日照時間           | 136.9                      | 147.3                      | 183.7                      | 196.7                      | 197.5                      | 149.7                      | 156.9                      | 192.4                      | 155.5                      | 160.3                      | 143.4                      | 131.7                      | 1,951.7                    |
| 出典：気象庁               |                            |                            |                            |                            |                            |                            |                            |                            |                            |                            |                            |                            |                            |

### 地名・町名
「揖斐川町の地名」を参照

## 歴史

### 年表
- 1955年（昭和30年）4月1日：揖斐町、北方村、大和村、清水村、小島村が合併し（旧）揖斐川町発足。
- 1956年（昭和31年）9月30日：養基村の一部を編入。
- 2005年（平成17年）1月31日：（旧）揖斐川町が揖斐郡谷汲村・久瀬村・春日村・坂内村・藤橋村と合併し、（新）揖斐川町が発足。

### 変遷表
| 明治元年             | 明治4年               | 明治5年              | 明治7年 3月1日 -9月              | 明治8年1月 -11月            | 明治12年 2月18日 郡区町村 編成法施行 | 明治15年 9月2日                  | 明治16年 10月27日    | 明治17年 7月         | 明治22年 4月1日 -7月1日 町村制施行 | 明治30年 4月1日 郡制施行 | 明治31年 3月7日 | 大正2年 4月1日                    | 大正11年 4月1日 | 昭和7年 10月1日 | 昭和30年 4月1日                 | 昭和31年 9月11日                        | 昭和35年 1月1日                      | 昭和62年 4月1日                      | 平成17年 1月31日                 | 現在                 |
| -------------------- | --------------------- | -------------------- | -------------------------------- | --------------------------- | ------------------------------------ | -------------------------------- | -------------------- | -------------------- | ---------------------------------- | ------------------------ | --------------- | --------------------------------- | --------------- | --------------- | ------------------------------- | --------------------------------------- | ------------------------------------ | ------------------------------------ | -------------------------------- | -------------------- |
| 池田郡 羽根村        | 池田郡 羽根村         | 池田郡 羽根村        | 池田郡 羽根村                    | 明治8年 6月 池田郡 広瀬村   | 池田郡 広瀬村                        | 池田郡 広瀬村                    | 池田郡 広瀬村        | 池田郡 広瀬村        | 池田郡 広瀬村                      | 揖斐郡 坂内村            | 揖斐郡 坂内村   | 揖斐郡 坂内村                     | 揖斐郡 坂内村   | 揖斐郡 坂内村   | 揖斐郡 坂内村                   | 揖斐郡 坂内村                           | 揖斐郡 坂内村                        | 揖斐郡 坂内村                        | 平成17年 1月31日 揖斐郡 揖斐川町 | 揖斐郡 揖斐川町      |
| 池田郡 西村          | 池田郡 西村           | 池田郡 西村          | 池田郡 西村                      | 明治8年 6月 池田郡 広瀬村   | 池田郡 広瀬村                        | 池田郡 広瀬村                    | 池田郡 広瀬村        | 池田郡 広瀬村        | 池田郡 広瀬村                      | 揖斐郡 坂内村            | 揖斐郡 坂内村   | 揖斐郡 坂内村                     | 揖斐郡 坂内村   | 揖斐郡 坂内村   | 揖斐郡 坂内村                   | 揖斐郡 坂内村                           | 揖斐郡 坂内村                        | 揖斐郡 坂内村                        | 平成17年 1月31日 揖斐郡 揖斐川町 | 揖斐郡 揖斐川町      |
| 池田郡 北村          | 池田郡 北村           | 池田郡 北村          | 池田郡 北村                      | 明治8年 6月 池田郡 広瀬村   | 池田郡 広瀬村                        | 池田郡 広瀬村                    | 池田郡 広瀬村        | 池田郡 広瀬村        | 池田郡 広瀬村                      | 揖斐郡 坂内村            | 揖斐郡 坂内村   | 揖斐郡 坂内村                     | 揖斐郡 坂内村   | 揖斐郡 坂内村   | 揖斐郡 坂内村                   | 揖斐郡 坂内村                           | 揖斐郡 坂内村                        | 揖斐郡 坂内村                        | 平成17年 1月31日 揖斐郡 揖斐川町 | 揖斐郡 揖斐川町      |
| 池田郡 坂本村        | 池田郡 坂本村         | 池田郡 坂本村        | 池田郡 坂本村                    | 池田郡 坂本村               | 池田郡 坂本村                        | 池田郡 坂本村                    | 池田郡 坂本村        | 池田郡 坂本村        | 池田郡 坂本村                      | 揖斐郡 坂内村            | 揖斐郡 坂内村   | 揖斐郡 坂内村                     | 揖斐郡 坂内村   | 揖斐郡 坂内村   | 揖斐郡 坂内村                   | 揖斐郡 坂内村                           | 揖斐郡 坂内村                        | 揖斐郡 坂内村                        | 平成17年 1月31日 揖斐郡 揖斐川町 | 揖斐郡 揖斐川町      |
| 池田郡 川上村        | 池田郡 川上村         | 池田郡 川上村        | 池田郡 川上村                    | 池田郡 川上村               | 池田郡 川上村                        | 池田郡 川上村                    | 池田郡 川上村        | 池田郡 川上村        | 池田郡 川上村                      | 揖斐郡 坂内村            | 揖斐郡 坂内村   | 揖斐郡 坂内村                     | 揖斐郡 坂内村   | 揖斐郡 坂内村   | 揖斐郡 坂内村                   | 揖斐郡 坂内村                           | 揖斐郡 坂内村                        | 揖斐郡 坂内村                        | 平成17年 1月31日 揖斐郡 揖斐川町 | 揖斐郡 揖斐川町      |
| 池田郡 池戸村        | 池田郡 池戸村         | 池田郡 池戸村        | 池田郡 池戸村                    | 明治8年1月 池田郡 六合村    | 池田郡 六合村                        | 池田郡 六合村                    | 池田郡 六合村        | 池田郡 六合村        | 池田郡 春日村                      | 揖斐郡 春日村            | 揖斐郡 春日村   | 揖斐郡 春日村                     | 揖斐郡 春日村   | 揖斐郡 春日村   | 揖斐郡 春日村                   | 揖斐郡 春日村                           | 揖斐郡 春日村                        | 揖斐郡 春日村                        | 平成17年 1月31日 揖斐郡 揖斐川町 | 揖斐郡 揖斐川町      |
| 池田郡 池戸村        | 池田郡 池戸村         | 池田郡 池戸村        | 明治7年 9月 分立 池田郡 滝村     | 明治8年1月 池田郡 六合村    | 池田郡 六合村                        | 池田郡 六合村                    | 池田郡 六合村        | 池田郡 六合村        | 池田郡 春日村                      | 揖斐郡 春日村            | 揖斐郡 春日村   | 揖斐郡 春日村                     | 揖斐郡 春日村   | 揖斐郡 春日村   | 揖斐郡 春日村                   | 揖斐郡 春日村                           | 揖斐郡 春日村                        | 揖斐郡 春日村                        | 平成17年 1月31日 揖斐郡 揖斐川町 | 揖斐郡 揖斐川町      |
| 池田郡 池戸村        | 池田郡 池戸村         | 池田郡 池戸村        | 明治7年 9月 分立 池田郡 樫村     | 明治8年1月 池田郡 六合村    | 池田郡 六合村                        | 池田郡 六合村                    | 池田郡 六合村        | 池田郡 六合村        | 池田郡 春日村                      | 揖斐郡 春日村            | 揖斐郡 春日村   | 揖斐郡 春日村                     | 揖斐郡 春日村   | 揖斐郡 春日村   | 揖斐郡 春日村                   | 揖斐郡 春日村                           | 揖斐郡 春日村                        | 揖斐郡 春日村                        | 平成17年 1月31日 揖斐郡 揖斐川町 | 揖斐郡 揖斐川町      |
| 池田郡 下ヶ流村      | 池田郡 下ヶ流村       | 池田郡 下ヶ流村      | 池田郡 下ヶ流村                  | 明治8年1月 池田郡 六合村    | 池田郡 六合村                        | 池田郡 六合村                    | 池田郡 六合村        | 池田郡 六合村        | 池田郡 春日村                      | 揖斐郡 春日村            | 揖斐郡 春日村   | 揖斐郡 春日村                     | 揖斐郡 春日村   | 揖斐郡 春日村   | 揖斐郡 春日村                   | 揖斐郡 春日村                           | 揖斐郡 春日村                        | 揖斐郡 春日村                        | 平成17年 1月31日 揖斐郡 揖斐川町 | 揖斐郡 揖斐川町      |
| 池田郡 上ヶ流村      | 池田郡 上ヶ流村       | 池田郡 上ヶ流村      | 明治7年 9月 分立 池田郡 谷山村   | 明治8年1月 池田郡 六合村    | 池田郡 六合村                        | 池田郡 六合村                    | 池田郡 六合村        | 池田郡 六合村        | 池田郡 春日村                      | 揖斐郡 春日村            | 揖斐郡 春日村   | 揖斐郡 春日村                     | 揖斐郡 春日村   | 揖斐郡 春日村   | 揖斐郡 春日村                   | 揖斐郡 春日村                           | 揖斐郡 春日村                        | 揖斐郡 春日村                        | 平成17年 1月31日 揖斐郡 揖斐川町 | 揖斐郡 揖斐川町      |
| 池田郡 上ヶ流村      | 池田郡 上ヶ流村       | 池田郡 上ヶ流村      | 池田郡 上ヶ流村                  | 明治8年1月 池田郡 六合村    | 池田郡 六合村                        | 池田郡 六合村                    | 池田郡 六合村        | 池田郡 六合村        | 池田郡 春日村                      | 揖斐郡 春日村            | 揖斐郡 春日村   | 揖斐郡 春日村                     | 揖斐郡 春日村   | 揖斐郡 春日村   | 揖斐郡 春日村                   | 揖斐郡 春日村                           | 揖斐郡 春日村                        | 揖斐郡 春日村                        | 平成17年 1月31日 揖斐郡 揖斐川町 | 揖斐郡 揖斐川町      |
| 池田郡 香六村        | 池田郡 香六村         | 池田郡 香六村        | 池田郡 香六村                    | 明治8年 1月 池田郡 谷合村   | 池田郡 谷合村                        | 明治15年 9月2日 池田郡 香六村    | 池田郡 香六村        | 池田郡 香六村        | 池田郡 春日村                      | 揖斐郡 春日村            | 揖斐郡 春日村   | 揖斐郡 春日村                     | 揖斐郡 春日村   | 揖斐郡 春日村   | 揖斐郡 春日村                   | 揖斐郡 春日村                           | 揖斐郡 春日村                        | 揖斐郡 春日村                        | 平成17年 1月31日 揖斐郡 揖斐川町 | 揖斐郡 揖斐川町      |
| 池田郡 香六村        | 池田郡 香六村         | 池田郡 香六村        | 明治7年 9月 分立 池田郡 小宮神村 | 明治8年 1月 池田郡 谷合村   | 池田郡 谷合村                        | 明治15年 9月2日 池田郡 小宮神村  | 池田郡 小宮神村      | 池田郡 小宮神村      | 池田郡 春日村                      | 揖斐郡 春日村            | 揖斐郡 春日村   | 揖斐郡 春日村                     | 揖斐郡 春日村   | 揖斐郡 春日村   | 揖斐郡 春日村                   | 揖斐郡 春日村                           | 揖斐郡 春日村                        | 揖斐郡 春日村                        | 平成17年 1月31日 揖斐郡 揖斐川町 | 揖斐郡 揖斐川町      |
| 池田郡 川合村        | 池田郡 川合村         | 池田郡 川合村        | 池田郡 川合村                    | 明治8年 1月 池田郡 谷合村   | 池田郡 谷合村                        | 明治15年 9月2日 池田郡 川合村    | 池田郡 川合村        | 池田郡 川合村        | 池田郡 春日村                      | 揖斐郡 春日村            | 揖斐郡 春日村   | 揖斐郡 春日村                     | 揖斐郡 春日村   | 揖斐郡 春日村   | 揖斐郡 春日村                   | 揖斐郡 春日村                           | 揖斐郡 春日村                        | 揖斐郡 春日村                        | 平成17年 1月31日 揖斐郡 揖斐川町 | 揖斐郡 揖斐川町      |
| 池田郡 中山村        | 池田郡 中山村         | 池田郡 中山村        | 池田郡 中山村                    | 明治8年 1月 池田郡 谷合村   | 池田郡 谷合村                        | 明治15年 9月2日 池田郡 中山村    | 池田郡 中山村        | 池田郡 中山村        | 池田郡 春日村                      | 揖斐郡 春日村            | 揖斐郡 春日村   | 揖斐郡 春日村                     | 揖斐郡 春日村   | 揖斐郡 春日村   | 揖斐郡 春日村                   | 揖斐郡 春日村                           | 揖斐郡 春日村                        | 揖斐郡 春日村                        | 平成17年 1月31日 揖斐郡 揖斐川町 | 揖斐郡 揖斐川町      |
| 池田郡 寺本村        | 池田郡 寺本村         | 池田郡 寺本村        | 池田郡 寺本村                    | 明治8年 1月 池田郡 美束村   | 池田郡 美束村                        | 池田郡 美束村                    | 池田郡 美束村        | 池田郡 美束村        | 池田郡 春日村                      | 揖斐郡 春日村            | 揖斐郡 春日村   | 揖斐郡 春日村                     | 揖斐郡 春日村   | 揖斐郡 春日村   | 揖斐郡 春日村                   | 揖斐郡 春日村                           | 揖斐郡 春日村                        | 揖斐郡 春日村                        | 平成17年 1月31日 揖斐郡 揖斐川町 | 揖斐郡 揖斐川町      |
| 池田郡 種本村        | 池田郡 種本村         | 池田郡 種本村        | 池田郡 種本村                    | 明治8年 1月 池田郡 美束村   | 池田郡 美束村                        | 池田郡 美束村                    | 池田郡 美束村        | 池田郡 美束村        | 池田郡 春日村                      | 揖斐郡 春日村            | 揖斐郡 春日村   | 揖斐郡 春日村                     | 揖斐郡 春日村   | 揖斐郡 春日村   | 揖斐郡 春日村                   | 揖斐郡 春日村                           | 揖斐郡 春日村                        | 揖斐郡 春日村                        | 平成17年 1月31日 揖斐郡 揖斐川町 | 揖斐郡 揖斐川町      |
| 池田郡 中郷村        | 池田郡 中郷村         | 池田郡 中郷村        | 池田郡 中郷村                    | 明治8年 1月 池田郡 美束村   | 池田郡 美束村                        | 池田郡 美束村                    | 池田郡 美束村        | 池田郡 美束村        | 池田郡 春日村                      | 揖斐郡 春日村            | 揖斐郡 春日村   | 揖斐郡 春日村                     | 揖斐郡 春日村   | 揖斐郡 春日村   | 揖斐郡 春日村                   | 揖斐郡 春日村                           | 揖斐郡 春日村                        | 揖斐郡 春日村                        | 平成17年 1月31日 揖斐郡 揖斐川町 | 揖斐郡 揖斐川町      |
| 池田郡 日坂村        | 池田郡 日坂村         | 池田郡 日坂村        | 池田郡 日坂村                    | 池田郡 日坂村               | 池田郡 日坂村                        | 池田郡 日坂村                    | 池田郡 日坂村        | 池田郡 日坂村        | 池田郡 日坂村                      | 揖斐郡 久瀬村            | 揖斐郡 久瀬村   | 揖斐郡 久瀬村                     | 揖斐郡 久瀬村   | 揖斐郡 久瀬村   | 揖斐郡 久瀬村                   | 揖斐郡 久瀬村                           | 揖斐郡 久瀬村                        | 揖斐郡 久瀬村                        | 平成17年 1月31日 揖斐郡 揖斐川町 | 揖斐郡 揖斐川町      |
| 池田郡 三倉村        | 池田郡 三倉村         | 池田郡 三倉村        | 池田郡 三倉村                    | 明治8年 6月 池田郡 津倉村   | 池田郡 津倉村                        | 明治15年 7月12日 池田郡 三倉村   | 池田郡 三倉村        | 池田郡 三倉村        | 池田郡 三倉村                      | 揖斐郡 久瀬村            | 揖斐郡 久瀬村   | 揖斐郡 久瀬村                     | 揖斐郡 久瀬村   | 揖斐郡 久瀬村   | 揖斐郡 久瀬村                   | 揖斐郡 久瀬村                           | 揖斐郡 久瀬村                        | 揖斐郡 久瀬村                        | 平成17年 1月31日 揖斐郡 揖斐川町 | 揖斐郡 揖斐川町      |
| 池田郡 外津汲村      | 池田郡 外津汲村       | 池田郡 外津汲村      | 池田郡 外津汲村                  | 明治8年 6月 池田郡 津倉村   | 池田郡 津倉村                        | 明治15年 7月12日 池田郡 外津汲村 | 池田郡 外津汲村      | 池田郡 外津汲村      | 池田郡 外津汲村                    | 揖斐郡 久瀬村            | 揖斐郡 久瀬村   | 揖斐郡 久瀬村                     | 揖斐郡 久瀬村   | 揖斐郡 久瀬村   | 揖斐郡 久瀬村                   | 揖斐郡 久瀬村                           | 揖斐郡 久瀬村                        | 揖斐郡 久瀬村                        | 平成17年 1月31日 揖斐郡 揖斐川町 | 揖斐郡 揖斐川町      |
| 池田郡 西津汲村      | 池田郡 西津汲村       | 池田郡 西津汲村      | 池田郡 西津汲村                  | 池田郡 西津汲村             | 池田郡 西津汲村                      | 池田郡 西津汲村                  | 池田郡 西津汲村      | 池田郡 西津汲村      | 池田郡 西津汲村                    | 揖斐郡 久瀬村            | 揖斐郡 久瀬村   | 揖斐郡 久瀬村                     | 揖斐郡 久瀬村   | 揖斐郡 久瀬村   | 揖斐郡 久瀬村                   | 揖斐郡 久瀬村                           | 揖斐郡 久瀬村                        | 揖斐郡 久瀬村                        | 平成17年 1月31日 揖斐郡 揖斐川町 | 揖斐郡 揖斐川町      |
| 大野郡 東津汲村      | 大野郡 東津汲村       | 大野郡 東津汲村      | 大野郡 東津汲村                  | 大野郡 東津汲村             | 大野郡 東津汲村                      | 大野郡 東津汲村                  | 大野郡 東津汲村      | 大野郡 東津汲村      | 大野郡 東津汲村                    | 揖斐郡 久瀬村            | 揖斐郡 久瀬村   | 揖斐郡 久瀬村                     | 揖斐郡 久瀬村   | 揖斐郡 久瀬村   | 揖斐郡 久瀬村                   | 揖斐郡 久瀬村                           | 揖斐郡 久瀬村                        | 揖斐郡 久瀬村                        | 平成17年 1月31日 揖斐郡 揖斐川町 | 揖斐郡 揖斐川町      |
| 大野郡 乙原村        | 大野郡 乙原村         | 大野郡 乙原村        | 大野郡 乙原村                    | 大野郡 乙原村               | 大野郡 乙原村                        | 大野郡 乙原村                    | 大野郡 乙原村        | 大野郡 乙原村        | 大野郡 乙原村                      | 揖斐郡 久瀬村            | 揖斐郡 久瀬村   | 揖斐郡 久瀬村                     | 揖斐郡 久瀬村   | 揖斐郡 久瀬村   | 揖斐郡 久瀬村                   | 揖斐郡 久瀬村                           | 揖斐郡 久瀬村                        | 揖斐郡 久瀬村                        | 平成17年 1月31日 揖斐郡 揖斐川町 | 揖斐郡 揖斐川町      |
| 大野郡 樫原村        | 大野郡 樫原村         | 大野郡 樫原村        | 大野郡 樫原村                    | 大野郡 樫原村               | 大野郡 樫原村                        | 大野郡 樫原村                    | 大野郡 樫原村        | 大野郡 樫原村        | 大野郡 樫原村                      | 揖斐郡 久瀬村            | 揖斐郡 久瀬村   | 揖斐郡 久瀬村                     | 揖斐郡 久瀬村   | 揖斐郡 久瀬村   | 揖斐郡 久瀬村                   | 揖斐郡 久瀬村                           | 揖斐郡 久瀬村                        | 揖斐郡 久瀬村                        | 平成17年 1月31日 揖斐郡 揖斐川町 | 揖斐郡 揖斐川町      |
| 大野郡 小津村        | 大野郡 小津村         | 大野郡 小津村        | 大野郡 小津村                    | 大野郡 小津村               | 大野郡 小津村                        | 大野郡 小津村                    | 大野郡 小津村        | 大野郡 小津村        | 大野郡 小津村                      | 揖斐郡 久瀬村            | 揖斐郡 久瀬村   | 揖斐郡 久瀬村                     | 揖斐郡 久瀬村   | 揖斐郡 久瀬村   | 揖斐郡 久瀬村                   | 揖斐郡 久瀬村                           | 揖斐郡 久瀬村                        | 揖斐郡 久瀬村                        | 平成17年 1月31日 揖斐郡 揖斐川町 | 揖斐郡 揖斐川町      |
| 大野郡 東横山村      | 大野郡 東横山村       | 大野郡 東横山村      | 大野郡 東横山村                  | 大野郡 東横山村             | 大野郡 東横山村                      | 大野郡 東横山村                  | 大野郡 東横山村      | 大野郡 東横山村      | 大野郡 東横山村                    | 大野郡 東横山村          | 大野郡 東横山村 | 大正2年 4月1日 分立 揖斐郡 藤橋村 | 揖斐郡 藤橋村   | 揖斐郡 藤橋村   | 揖斐郡 藤橋村                   | 揖斐郡 藤橋村                           | 揖斐郡 藤橋村                        | 揖斐郡 藤橋村                        | 平成17年 1月31日 揖斐郡 揖斐川町 | 揖斐郡 揖斐川町      |
| 池田郡 西横山村      | 池田郡 西横山村       | 池田郡 西横山村      | 池田郡 西横山村                  | 池田郡 西横山村             | 池田郡 西横山村                      | 池田郡 西横山村                  | 池田郡 西横山村      | 池田郡 西横山村      | 池田郡 西横山村                    | 池田郡 西横山村          | 池田郡 西横山村 | 大正2年 4月1日 分立 揖斐郡 藤橋村 | 揖斐郡 藤橋村   | 揖斐郡 藤橋村   | 揖斐郡 藤橋村                   | 揖斐郡 藤橋村                           | 揖斐郡 藤橋村                        | 揖斐郡 藤橋村                        | 平成17年 1月31日 揖斐郡 揖斐川町 | 揖斐郡 揖斐川町      |
| 池田郡 親村          | 池田郡 親村           | 池田郡 親村          | 池田郡 親村                      | 明治8年 6月 池田郡 鶴見村   | 池田郡 鶴見村                        | 池田郡 鶴見村                    | 池田郡 鶴見村        | 池田郡 鶴見村        | 池田郡 鶴見村                      | 池田郡 鶴見村            | 池田郡 鶴見村   | 大正2年 4月1日 分立 揖斐郡 藤橋村 | 揖斐郡 藤橋村   | 揖斐郡 藤橋村   | 揖斐郡 藤橋村                   | 揖斐郡 藤橋村                           | 揖斐郡 藤橋村                        | 揖斐郡 藤橋村                        | 平成17年 1月31日 揖斐郡 揖斐川町 | 揖斐郡 揖斐川町      |
| 池田郡 杉原村        | 池田郡 杉原村         | 池田郡 杉原村        | 池田郡 杉原村                    | 明治8年 6月 池田郡 鶴見村   | 池田郡 鶴見村                        | 池田郡 鶴見村                    | 池田郡 鶴見村        | 池田郡 鶴見村        | 池田郡 鶴見村                      | 池田郡 鶴見村            | 池田郡 鶴見村   | 大正2年 4月1日 分立 揖斐郡 藤橋村 | 揖斐郡 藤橋村   | 揖斐郡 藤橋村   | 揖斐郡 藤橋村                   | 揖斐郡 藤橋村                           | 揖斐郡 藤橋村                        | 揖斐郡 藤橋村                        | 平成17年 1月31日 揖斐郡 揖斐川町 | 揖斐郡 揖斐川町      |
| 大野郡 東杉原村      | 大野郡 東杉原村       | 大野郡 東杉原村      | 大野郡 東杉原村                  | 明治8年 6月 大野郡 東杉原村 | 大野郡 東杉原村                      | 大野郡 東杉原村                  | 大野郡 東杉原村      | 大野郡 東杉原村      | 池田郡 東杉原村                    | 大野郡 東杉原村          | 大野郡 東杉原村 | 大正2年 4月1日 分立 揖斐郡 藤橋村 | 揖斐郡 藤橋村   | 揖斐郡 藤橋村   | 揖斐郡 藤橋村                   | 揖斐郡 藤橋村                           | 揖斐郡 藤橋村                        | 揖斐郡 藤橋村                        | 平成17年 1月31日 揖斐郡 揖斐川町 | 揖斐郡 揖斐川町      |
| 大野郡 鬼姫生村      | 大野郡 鬼姫生村       | 大野郡 鬼姫生村      | 大野郡 鬼姫生村                  | 明治8年 6月 大野郡 東杉原村 | 大野郡 東杉原村                      | 大野郡 東杉原村                  | 大野郡 東杉原村      | 大野郡 東杉原村      | 池田郡 東杉原村                    | 大野郡 東杉原村          | 大野郡 東杉原村 | 大正2年 4月1日 分立 揖斐郡 藤橋村 | 揖斐郡 藤橋村   | 揖斐郡 藤橋村   | 揖斐郡 藤橋村                   | 揖斐郡 藤橋村                           | 揖斐郡 藤橋村                        | 揖斐郡 藤橋村                        | 平成17年 1月31日 揖斐郡 揖斐川町 | 揖斐郡 揖斐川町      |
| 大野郡 池田郡 徳山村 | 大野郡 池田郡 徳山村  | 大野郡 池田郡 徳山村 | 大野郡 池田郡 徳山村             | 大野郡 池田郡 徳山村        | 大野郡 池田郡 徳山村                 | 大野郡 池田郡 徳山村             | 大野郡 池田郡 徳山村 | 大野郡 池田郡 徳山村 | 大野郡 池田郡 徳山村               | 池田郡 徳山村            | 揖斐郡 徳山村   | 揖斐郡 徳山村                     | 揖斐郡 徳山村   | 揖斐郡 徳山村   | 揖斐郡 徳山村                   | 揖斐郡 徳山村                           | 揖斐郡 徳山村                        | 昭和62年 4月1日 揖斐郡 藤橋村 に編入 | 平成17年 1月31日 揖斐郡 揖斐川町 | 揖斐郡 揖斐川町      |
| 大野郡 山手村        | 大野郡 山手村         | 大野郡 山手村        | 大野郡 山手村                    | 大野郡 山手村               | 大野郡 山手村                        | 大野郡 山手村                    | 大野郡 山手村        | 大野郡 山手村        | 大野郡 山手村                      | 池田郡 徳山村            | 揖斐郡 徳山村   | 揖斐郡 徳山村                     | 揖斐郡 徳山村   | 揖斐郡 徳山村   | 揖斐郡 徳山村                   | 揖斐郡 徳山村                           | 揖斐郡 徳山村                        | 昭和62年 4月1日 揖斐郡 藤橋村 に編入 | 平成17年 1月31日 揖斐郡 揖斐川町 | 揖斐郡 揖斐川町      |
| 大野郡 櫨原村        | 大野郡 櫨原村         | 大野郡 櫨原村        | 大野郡 櫨原村                    | 大野郡 櫨原村               | 大野郡 櫨原村                        | 大野郡 櫨原村                    | 大野郡 櫨原村        | 大野郡 櫨原村        | 大野郡 櫨原村                      | 池田郡 徳山村            | 揖斐郡 徳山村   | 揖斐郡 徳山村                     | 揖斐郡 徳山村   | 揖斐郡 徳山村   | 揖斐郡 徳山村                   | 揖斐郡 徳山村                           | 揖斐郡 徳山村                        | 昭和62年 4月1日 揖斐郡 藤橋村 に編入 | 平成17年 1月31日 揖斐郡 揖斐川町 | 揖斐郡 揖斐川町      |
| 大野郡 塚村          | 大野郡 塚村           | 大野郡 塚村          | 大野郡 塚村                      | 大野郡 塚村                 | 大野郡 塚村                          | 大野郡 塚村                      | 大野郡 塚村          | 大野郡 塚村          | 大野郡 塚村                        | 池田郡 徳山村            | 揖斐郡 徳山村   | 揖斐郡 徳山村                     | 揖斐郡 徳山村   | 揖斐郡 徳山村   | 揖斐郡 徳山村                   | 揖斐郡 徳山村                           | 揖斐郡 徳山村                        | 昭和62年 4月1日 揖斐郡 藤橋村 に編入 | 平成17年 1月31日 揖斐郡 揖斐川町 | 揖斐郡 揖斐川町      |
| 池田郡 戸入村        | 池田郡 戸入村         | 池田郡 戸入村        | 池田郡 戸入村                    | 池田郡 戸入村               | 池田郡 戸入村                        | 池田郡 戸入村                    | 池田郡 戸入村        | 池田郡 戸入村        | 池田郡 戸入村                      | 池田郡 徳山村            | 揖斐郡 徳山村   | 揖斐郡 徳山村                     | 揖斐郡 徳山村   | 揖斐郡 徳山村   | 揖斐郡 徳山村                   | 揖斐郡 徳山村                           | 揖斐郡 徳山村                        | 昭和62年 4月1日 揖斐郡 藤橋村 に編入 | 平成17年 1月31日 揖斐郡 揖斐川町 | 揖斐郡 揖斐川町      |
| 池田郡 門入村        | 池田郡 門入村         | 池田郡 門入村        | 池田郡 門入村                    | 池田郡 門入村               | 池田郡 門入村                        | 池田郡 門入村                    | 池田郡 門入村        | 池田郡 門入村        | 池田郡 門入村                      | 池田郡 徳山村            | 揖斐郡 徳山村   | 揖斐郡 徳山村                     | 揖斐郡 徳山村   | 揖斐郡 徳山村   | 揖斐郡 徳山村                   | 揖斐郡 徳山村                           | 揖斐郡 徳山村                        | 昭和62年 4月1日 揖斐郡 藤橋村 に編入 | 平成17年 1月31日 揖斐郡 揖斐川町 | 揖斐郡 揖斐川町      |
| 池田郡 漆原村        | 池田郡 漆原村         | 池田郡 漆原村        | 池田郡 漆原村                    | 明治8年 6月 池田郡 開田村   | 池田郡 開田村                        | 池田郡 開田村                    | 池田郡 開田村        | 池田郡 開田村        | 池田郡 開田村                      | 池田郡 徳山村            | 揖斐郡 徳山村   | 揖斐郡 徳山村                     | 揖斐郡 徳山村   | 揖斐郡 徳山村   | 揖斐郡 徳山村                   | 揖斐郡 徳山村                           | 揖斐郡 徳山村                        | 昭和62年 4月1日 揖斐郡 藤橋村 に編入 | 平成17年 1月31日 揖斐郡 揖斐川町 | 揖斐郡 揖斐川町      |
| 池田郡 池田村        | 池田郡 池田村         | 池田郡 池田村        | 池田郡 池田村                    | 明治8年 6月 池田郡 開田村   | 池田郡 開田村                        | 池田郡 開田村                    | 池田郡 開田村        | 池田郡 開田村        | 池田郡 開田村                      | 池田郡 徳山村            | 揖斐郡 徳山村   | 揖斐郡 徳山村                     | 揖斐郡 徳山村   | 揖斐郡 徳山村   | 揖斐郡 徳山村                   | 揖斐郡 徳山村                           | 揖斐郡 徳山村                        | 昭和62年 4月1日 揖斐郡 藤橋村 に編入 | 平成17年 1月31日 揖斐郡 揖斐川町 | 揖斐郡 揖斐川町      |
| 大野郡 名礼村        | 大野郡 名礼村         | 大野郡 名礼村        | 大野郡 名礼村                    | 大野郡 名礼村               | 大野郡 名礼村                        | 大野郡 名礼村                    | 大野郡 名礼村        | 大野郡 名礼村        | 大野郡 名礼村                      | 揖斐郡 谷汲村            | 揖斐郡 谷汲村   | 揖斐郡 谷汲村                     | 揖斐郡 谷汲村   | 揖斐郡 谷汲村   | 揖斐郡 谷汲村                   | 昭和31年 9月1日 揖斐郡 谷汲村           | 揖斐郡 谷汲村                        | 揖斐郡 谷汲村                        | 平成17年 1月31日 揖斐郡 揖斐川町 | 揖斐郡 揖斐川町      |
| 大野郡 大洞村        | 大野郡 大洞村         | 大野郡 大洞村        | 大野郡 大洞村                    | 大野郡 大洞村               | 大野郡 大洞村                        | 大野郡 大洞村                    | 大野郡 大洞村        | 大野郡 大洞村        | 大野郡 大洞村                      | 揖斐郡 谷汲村            | 揖斐郡 谷汲村   | 揖斐郡 谷汲村                     | 揖斐郡 谷汲村   | 揖斐郡 谷汲村   | 揖斐郡 谷汲村                   | 昭和31年 9月1日 揖斐郡 谷汲村           | 揖斐郡 谷汲村                        | 揖斐郡 谷汲村                        | 平成17年 1月31日 揖斐郡 揖斐川町 | 揖斐郡 揖斐川町      |
| 大野郡 結城村        | 大野郡 結城村         | 大野郡 結城村        | 大野郡 結城村                    | 明治8年 1月 大野郡 徳積村   | 大野郡 徳積村                        | 大野郡 徳積村                    | 大野郡 徳積村        | 大野郡 徳積村        | 大野郡 徳積村                      | 揖斐郡 谷汲村            | 揖斐郡 谷汲村   | 揖斐郡 谷汲村                     | 揖斐郡 谷汲村   | 揖斐郡 谷汲村   | 揖斐郡 谷汲村                   | 昭和31年 9月1日 揖斐郡 谷汲村           | 揖斐郡 谷汲村                        | 揖斐郡 谷汲村                        | 平成17年 1月31日 揖斐郡 揖斐川町 | 揖斐郡 揖斐川町      |
| 大野郡 谷汲村        | 大野郡 谷汲村         | 大野郡 谷汲村        | 大野郡 谷汲村                    | 明治8年 1月 大野郡 徳積村   | 大野郡 徳積村                        | 大野郡 徳積村                    | 大野郡 徳積村        | 大野郡 徳積村        | 大野郡 徳積村                      | 揖斐郡 谷汲村            | 揖斐郡 谷汲村   | 揖斐郡 谷汲村                     | 揖斐郡 谷汲村   | 揖斐郡 谷汲村   | 揖斐郡 谷汲村                   | 昭和31年 9月1日 揖斐郡 谷汲村           | 揖斐郡 谷汲村                        | 揖斐郡 谷汲村                        | 平成17年 1月31日 揖斐郡 揖斐川町 | 揖斐郡 揖斐川町      |
| 大野郡 西村          | 大野郡 西村           | 大野郡 西村          | 明治7年 9月 大野郡 深坂村        | 大野郡 深坂村               | 大野郡 深坂村                        | 大野郡 深坂村                    | 大野郡 深坂村        | 大野郡 深坂村        | 大野郡 深坂村                      | 揖斐郡 谷汲村            | 揖斐郡 谷汲村   | 揖斐郡 谷汲村                     | 揖斐郡 谷汲村   | 揖斐郡 谷汲村   | 揖斐郡 谷汲村                   | 昭和31年 9月1日 揖斐郡 谷汲村           | 揖斐郡 谷汲村                        | 揖斐郡 谷汲村                        | 平成17年 1月31日 揖斐郡 揖斐川町 | 揖斐郡 揖斐川町      |
| 大野郡 中村          | 大野郡 中村           | 大野郡 中村          | 明治7年 9月 大野郡 深坂村        | 大野郡 深坂村               | 大野郡 深坂村                        | 大野郡 深坂村                    | 大野郡 深坂村        | 大野郡 深坂村        | 大野郡 深坂村                      | 揖斐郡 谷汲村            | 揖斐郡 谷汲村   | 揖斐郡 谷汲村                     | 揖斐郡 谷汲村   | 揖斐郡 谷汲村   | 揖斐郡 谷汲村                   | 昭和31年 9月1日 揖斐郡 谷汲村           | 揖斐郡 谷汲村                        | 揖斐郡 谷汲村                        | 平成17年 1月31日 揖斐郡 揖斐川町 | 揖斐郡 揖斐川町      |
| 大野郡 深根村        | 大野郡 深根村         | 大野郡 深根村        | 明治7年 9月 大野郡 深坂村        | 大野郡 深坂村               | 大野郡 深坂村                        | 大野郡 深坂村                    | 大野郡 深坂村        | 大野郡 深坂村        | 大野郡 深坂村                      | 揖斐郡 谷汲村            | 揖斐郡 谷汲村   | 揖斐郡 谷汲村                     | 揖斐郡 谷汲村   | 揖斐郡 谷汲村   | 揖斐郡 谷汲村                   | 昭和31年 9月1日 揖斐郡 谷汲村           | 揖斐郡 谷汲村                        | 揖斐郡 谷汲村                        | 平成17年 1月31日 揖斐郡 揖斐川町 | 揖斐郡 揖斐川町      |
| 大野郡 肥田村        | 大野郡 肥田村         | 大野郡 肥田村        | 明治7年 9月 大野郡 深坂村        | 大野郡 深坂村               | 大野郡 深坂村                        | 大野郡 深坂村                    | 大野郡 深坂村        | 大野郡 深坂村        | 大野郡 深坂村                      | 揖斐郡 谷汲村            | 揖斐郡 谷汲村   | 揖斐郡 谷汲村                     | 揖斐郡 谷汲村   | 揖斐郡 谷汲村   | 揖斐郡 谷汲村                   | 昭和31年 9月1日 揖斐郡 谷汲村           | 揖斐郡 谷汲村                        | 揖斐郡 谷汲村                        | 平成17年 1月31日 揖斐郡 揖斐川町 | 揖斐郡 揖斐川町      |
| 大野郡 小洞村        | 大野郡 小洞村         | 大野郡 小洞村        | 明治7年 9月 大野郡 深坂村        | 大野郡 深坂村               | 大野郡 深坂村                        | 大野郡 深坂村                    | 大野郡 深坂村        | 大野郡 深坂村        | 大野郡 深坂村                      | 揖斐郡 谷汲村            | 揖斐郡 谷汲村   | 揖斐郡 谷汲村                     | 揖斐郡 谷汲村   | 揖斐郡 谷汲村   | 揖斐郡 谷汲村                   | 昭和31年 9月1日 揖斐郡 谷汲村           | 揖斐郡 谷汲村                        | 揖斐郡 谷汲村                        | 平成17年 1月31日 揖斐郡 揖斐川町 | 揖斐郡 揖斐川町      |
| 大野郡 上長瀬村      | 大野郡 上長瀬村       | 大野郡 上長瀬村      | 大野郡 上長瀬村                  | 明治8年 1月 大野郡 長瀬村   | 大野郡 長瀬村                        | 大野郡 長瀬村                    | 大野郡 長瀬村        | 大野郡 長瀬村        | 大野郡 長瀬村                      | 大野郡 長瀬村            | 揖斐郡 長瀬村   | 揖斐郡 長瀬村                     | 揖斐郡 長瀬村   | 揖斐郡 長瀬村   | 揖斐郡 長瀬村                   | 昭和31年 9月1日 揖斐郡 谷汲村           | 揖斐郡 谷汲村                        | 揖斐郡 谷汲村                        | 平成17年 1月31日 揖斐郡 揖斐川町 | 揖斐郡 揖斐川町      |
| 大野郡 下長瀬村      | 大野郡 下長瀬村       | 大野郡 下長瀬村      | 大野郡 下長瀬村                  | 明治8年 1月 大野郡 長瀬村   | 大野郡 長瀬村                        | 大野郡 長瀬村                    | 大野郡 長瀬村        | 大野郡 長瀬村        | 大野郡 長瀬村                      | 大野郡 長瀬村            | 揖斐郡 長瀬村   | 揖斐郡 長瀬村                     | 揖斐郡 長瀬村   | 揖斐郡 長瀬村   | 揖斐郡 長瀬村                   | 昭和31年 9月1日 揖斐郡 谷汲村           | 揖斐郡 谷汲村                        | 揖斐郡 谷汲村                        | 平成17年 1月31日 揖斐郡 揖斐川町 | 揖斐郡 揖斐川町      |
| 大野郡 赤石村        | 大野郡 赤石村         | 大野郡 赤石村        | 大野郡 赤石村                    | 明治8年 1月 大野郡 長瀬村   | 大野郡 長瀬村                        | 大野郡 長瀬村                    | 大野郡 長瀬村        | 大野郡 長瀬村        | 大野郡 長瀬村                      | 大野郡 長瀬村            | 揖斐郡 長瀬村   | 揖斐郡 長瀬村                     | 揖斐郡 長瀬村   | 揖斐郡 長瀬村   | 揖斐郡 長瀬村                   | 昭和31年 9月1日 揖斐郡 谷汲村           | 揖斐郡 谷汲村                        | 揖斐郡 谷汲村                        | 平成17年 1月31日 揖斐郡 揖斐川町 | 揖斐郡 揖斐川町      |
| 大野郡 府内村        | 大野郡 府内村         | 大野郡 府内村        | 大野郡 府内村                    | 明治8年 1月 大野郡 長瀬村   | 大野郡 長瀬村                        | 大野郡 長瀬村                    | 大野郡 長瀬村        | 大野郡 長瀬村        | 大野郡 長瀬村                      | 大野郡 長瀬村            | 揖斐郡 長瀬村   | 揖斐郡 長瀬村                     | 揖斐郡 長瀬村   | 揖斐郡 長瀬村   | 揖斐郡 長瀬村                   | 昭和31年 9月1日 揖斐郡 谷汲村           | 揖斐郡 谷汲村                        | 揖斐郡 谷汲村                        | 平成17年 1月31日 揖斐郡 揖斐川町 | 揖斐郡 揖斐川町      |
| 大野郡 岐礼村        | 大野郡 岐礼村         | 大野郡 岐礼村        | 大野郡 岐礼村                    | 大野郡 岐礼村               | 大野郡 岐礼村                        | 大野郡 岐礼村                    | 大野郡 岐礼村        | 大野郡 岐礼村        | 岐礼村                             | 大野郡 長瀬村            | 揖斐郡 長瀬村   | 揖斐郡 長瀬村                     | 揖斐郡 長瀬村   | 揖斐郡 長瀬村   | 揖斐郡 長瀬村                   | 昭和31年 9月1日 揖斐郡 谷汲村           | 揖斐郡 谷汲村                        | 揖斐郡 谷汲村                        | 平成17年 1月31日 揖斐郡 揖斐川町 | 揖斐郡 揖斐川町      |
| 大野郡 高科村        | 大野郡 高科村         | 大野郡 高科村        | 大野郡 高科村                    | 大野郡 高科村               | 大野郡 高科村                        | 大野郡 高科村                    | 大野郡 高科村        | 大野郡 高科村        | 高科村                             | 大野郡 長瀬村            | 揖斐郡 長瀬村   | 揖斐郡 長瀬村                     | 揖斐郡 長瀬村   | 揖斐郡 長瀬村   | 揖斐郡 長瀬村                   | 昭和31年 9月1日 揖斐郡 谷汲村           | 揖斐郡 谷汲村                        | 揖斐郡 谷汲村                        | 平成17年 1月31日 揖斐郡 揖斐川町 | 揖斐郡 揖斐川町      |
| 大野郡 神原村        | 大野郡 神原村         | 大野郡 神原村        | 大野郡 神原村                    | 大野郡 神原村               | 大野郡 神原村                        | 大野郡 神原村                    | 大野郡 神原村        | 大野郡 神原村        | 大野郡 神原村                      | 大野郡 横蔵村            | 揖斐郡 横蔵村   | 揖斐郡 横蔵村                     | 揖斐郡 横蔵村   | 揖斐郡 横蔵村   | 揖斐郡 横蔵村                   | 揖斐郡 横蔵村                           | 昭和35年 1月1日 揖斐郡 谷汲村 に編入 | 揖斐郡 谷汲村                        | 平成17年 1月31日 揖斐郡 揖斐川町 | 揖斐郡 揖斐川町      |
| 大野郡 辻村          | 大野郡 辻村           | 大野郡 辻村          | 大野郡 辻村                      | 大野郡 神原村               | 大野郡 神原村                        | 大野郡 神原村                    | 大野郡 神原村        | 大野郡 神原村        | 大野郡 神原村                      | 大野郡 横蔵村            | 揖斐郡 横蔵村   | 揖斐郡 横蔵村                     | 揖斐郡 横蔵村   | 揖斐郡 横蔵村   | 揖斐郡 横蔵村                   | 揖斐郡 横蔵村                           | 昭和35年 1月1日 揖斐郡 谷汲村 に編入 | 揖斐郡 谷汲村                        | 平成17年 1月31日 揖斐郡 揖斐川町 | 揖斐郡 揖斐川町      |
| 大野郡 坂本村        | 大野郡 坂本村         | 大野郡 坂本村        | 大野郡 坂本村                    | 大野郡 神原村               | 大野郡 神原村                        | 大野郡 神原村                    | 大野郡 神原村        | 大野郡 神原村        | 大野郡 神原村                      | 大野郡 横蔵村            | 揖斐郡 横蔵村   | 揖斐郡 横蔵村                     | 揖斐郡 横蔵村   | 揖斐郡 横蔵村   | 揖斐郡 横蔵村                   | 揖斐郡 横蔵村                           | 昭和35年 1月1日 揖斐郡 谷汲村 に編入 | 揖斐郡 谷汲村                        | 平成17年 1月31日 揖斐郡 揖斐川町 | 揖斐郡 揖斐川町      |
| 大野郡 木曽谷村      | 大野郡 木曽谷村       | 大野郡 木曽谷村      | 大野郡 木曽谷村                  | 大野郡 木曽谷村             | 大野郡 木曽谷村                      | 大野郡 木曽谷村                  | 大野郡 木曽谷村      | 大野郡 木曽谷村      | 大野郡 木曽谷村                    | 大野郡 横蔵村            | 揖斐郡 横蔵村   | 揖斐郡 横蔵村                     | 揖斐郡 横蔵村   | 揖斐郡 横蔵村   | 揖斐郡 横蔵村                   | 揖斐郡 横蔵村                           | 昭和35年 1月1日 揖斐郡 谷汲村 に編入 | 揖斐郡 谷汲村                        | 平成17年 1月31日 揖斐郡 揖斐川町 | 揖斐郡 揖斐川町      |
| 大野郡 有鳥村        | 大野郡 有鳥村         | 大野郡 有鳥村        | 大野郡 有鳥村                    | 大野郡 有鳥村               | 大野郡 有鳥村                        | 大野郡 有鳥村                    | 大野郡 有鳥村        | 大野郡 有鳥村        | 大野郡 有鳥村                      | 大野郡 横蔵村            | 揖斐郡 横蔵村   | 揖斐郡 横蔵村                     | 揖斐郡 横蔵村   | 揖斐郡 横蔵村   | 揖斐郡 横蔵村                   | 揖斐郡 横蔵村                           | 昭和35年 1月1日 揖斐郡 谷汲村 に編入 | 揖斐郡 谷汲村                        | 平成17年 1月31日 揖斐郡 揖斐川町 | 揖斐郡 揖斐川町      |
| 大野郡 三輪村        | 大野郡 三輪村         | 大野郡 三輪村        | 大野郡 三輪村                    | 大野郡 三輪村               | 大野郡 三輪村                        | 大野郡 三輪村                    | 大野郡 三輪村        | 大野郡 三輪村        | 大野郡 三輪村                      | 大野郡 揖斐町            | 揖斐郡 揖斐町   | 揖斐郡 揖斐町                     | 揖斐郡 揖斐町   | 揖斐郡 揖斐町   | 昭和30年 4月1日 揖斐郡 揖斐川町 | 揖斐郡 揖斐川町                         | 揖斐郡 揖斐川町                      |                                      | 平成17年 1月31日 揖斐郡 揖斐川町 | 揖斐郡 揖斐川町      |
| 大野郡 上岡島村      | 大野郡 上岡島村       | 大野郡 上岡島村      | 大野郡 上岡島村                  | 大野郡 上岡島村             | 大野郡 上岡島村                      | 大野郡 上岡島村                  | 大野郡 上岡島村      | 大野郡 上岡島村      | 大野郡 上岡島村                    | 大野郡 揖斐町            | 揖斐郡 揖斐町   | 揖斐郡 揖斐町                     | 揖斐郡 揖斐町   | 揖斐郡 揖斐町   | 昭和30年 4月1日 揖斐郡 揖斐川町 | 揖斐郡 揖斐川町                         | 揖斐郡 揖斐川町                      |                                      | 平成17年 1月31日 揖斐郡 揖斐川町 | 揖斐郡 揖斐川町      |
| 大野郡 下岡島村      | 大野郡 下岡島村       | 大野郡 下岡島村      | 大野郡 下岡島村                  | 大野郡 下岡島村             | 大野郡 下岡島村                      | 大野郡 下岡島村                  | 大野郡 下岡島村      | 大野郡 下岡島村      | 大野郡 下岡島村                    | 大野郡 揖斐町            | 揖斐郡 揖斐町   | 揖斐郡 揖斐町                     | 揖斐郡 揖斐町   | 揖斐郡 揖斐町   | 昭和30年 4月1日 揖斐郡 揖斐川町 | 揖斐郡 揖斐川町                         | 揖斐郡 揖斐川町                      |                                      | 平成17年 1月31日 揖斐郡 揖斐川町 | 揖斐郡 揖斐川町      |
| 大野郡 大光寺村      | 大野郡 大光寺村       | 大野郡 大光寺村      | 大野郡 大光寺村                  | 大野郡 大光寺村             | 大野郡 大光寺村                      | 大野郡 大光寺村                  | 大野郡 大光寺村      | 大野郡 大光寺村      | 大野郡 大光寺村                    | 大野郡 揖斐町            | 揖斐郡 揖斐町   | 揖斐郡 揖斐町                     | 揖斐郡 揖斐町   | 揖斐郡 揖斐町   | 昭和30年 4月1日 揖斐郡 揖斐川町 | 揖斐郡 揖斐川町                         | 揖斐郡 揖斐川町                      |                                      | 平成17年 1月31日 揖斐郡 揖斐川町 | 揖斐郡 揖斐川町      |
| 大野郡 小谷村        | 大野郡 小谷村         | 大野郡 小谷村        | 大野郡 小谷村                    | 大野郡 小谷村               | 大野郡 小谷村                        | 大野郡 小谷村                    | 大野郡 小谷村        | 大野郡 小谷村        | 大野郡 小谷村                      | 大野郡 揖斐町            | 揖斐郡 揖斐町   | 揖斐郡 揖斐町                     | 揖斐郡 揖斐町   | 揖斐郡 揖斐町   | 昭和30年 4月1日 揖斐郡 揖斐川町 | 揖斐郡 揖斐川町                         | 揖斐郡 揖斐川町                      |                                      | 平成17年 1月31日 揖斐郡 揖斐川町 | 揖斐郡 揖斐川町      |
| 大野郡 小野村        | 大野郡 小野村         | 大野郡 小野村        | 大野郡 小野村                    | 大野郡 小野村               | 大野郡 小野村                        | 大野郡 小野村                    | 大野郡 小野村        | 大野郡 小野村        | 大野郡 小野村                      | 大野郡 揖斐町            | 揖斐郡 揖斐町   | 揖斐郡 揖斐町                     | 揖斐郡 揖斐町   | 揖斐郡 揖斐町   | 昭和30年 4月1日 揖斐郡 揖斐川町 | 揖斐郡 揖斐川町                         | 揖斐郡 揖斐川町                      |                                      | 平成17年 1月31日 揖斐郡 揖斐川町 | 揖斐郡 揖斐川町      |
| 大野郡 志津山村      | 大野郡 志津山村       | 大野郡 志津山村      | 大野郡 志津山村                  | 大野郡 志津山村             | 大野郡 志津山村                      | 大野郡 志津山村                  | 大野郡 志津山村      | 大野郡 志津山村      | 大野郡 志津山村                    | 大野郡 揖斐町            | 揖斐郡 揖斐町   | 揖斐郡 揖斐町                     | 揖斐郡 揖斐町   | 揖斐郡 揖斐町   | 昭和30年 4月1日 揖斐郡 揖斐川町 | 揖斐郡 揖斐川町                         | 揖斐郡 揖斐川町                      |                                      | 平成17年 1月31日 揖斐郡 揖斐川町 | 揖斐郡 揖斐川町      |
| 大野郡 野村          | 大野郡 野村           | 大野郡 野村          | 明治7年 9月 改称 大野郡 上野村   | 大野郡 上野村               | 大野郡 上野村                        | 大野郡 上野村                    | 大野郡 上野村        | 大野郡 上野村        | 大野郡 上野村                      | 大野郡 揖斐町            | 揖斐郡 揖斐町   | 揖斐郡 揖斐町                     | 揖斐郡 揖斐町   | 揖斐郡 揖斐町   | 昭和30年 4月1日 揖斐郡 揖斐川町 | 揖斐郡 揖斐川町                         | 揖斐郡 揖斐川町                      |                                      | 平成17年 1月31日 揖斐郡 揖斐川町 | 揖斐郡 揖斐川町      |
| 大野郡 清水村        | 大野郡 清水村         | 大野郡 清水村        | 大野郡 清水村                    | 大野郡 清水村               | 大野郡 清水村                        | 大野郡 清水村                    | 大野郡 清水村        | 大野郡 清水村        | 大野郡 清水村                      | 大野郡 清水村            | 揖斐郡 清水村   | 揖斐郡 清水村                     | 揖斐郡 清水村   | 揖斐郡 清水村   | 昭和30年 4月1日 揖斐郡 揖斐川町 | 揖斐郡 揖斐川町                         | 揖斐郡 揖斐川町                      |                                      | 平成17年 1月31日 揖斐郡 揖斐川町 | 揖斐郡 揖斐川町      |
| 大野郡 島村          | 大野郡 島村           | 大野郡 島村          | 大野郡 島村                      | 大野郡 島村                 | 大野郡 島村                          | 大野郡 島村                      | 大野郡 島村          | 大野郡 島村          | 大野郡 島村                        | 大野郡 清水村            | 揖斐郡 清水村   | 揖斐郡 清水村                     | 揖斐郡 清水村   | 揖斐郡 清水村   | 昭和30年 4月1日 揖斐郡 揖斐川町 | 揖斐郡 揖斐川町                         | 揖斐郡 揖斐川町                      |                                      | 平成17年 1月31日 揖斐郡 揖斐川町 | 揖斐郡 揖斐川町      |
| 大野郡 福島村        | 大野郡 福島村         | 大野郡 福島村        | 大野郡 福島村                    | 大野郡 福島村               | 大野郡 福島村                        | 大野郡 福島村                    | 大野郡 福島村        | 大野郡 福島村        | 大野郡 福島村                      | 大野郡 清水村            | 揖斐郡 清水村   | 揖斐郡 清水村                     | 揖斐郡 清水村   | 揖斐郡 清水村   | 昭和30年 4月1日 揖斐郡 揖斐川町 | 揖斐郡 揖斐川町                         | 揖斐郡 揖斐川町                      |                                      | 平成17年 1月31日 揖斐郡 揖斐川町 | 揖斐郡 揖斐川町      |
| 大野郡 長良村        | 大野郡 長良村         | 大野郡 長良村        | 大野郡 長良村                    | 大野郡 長良村               | 大野郡 長良村                        | 大野郡 長良村                    | 大野郡 長良村        | 大野郡 長良村        | 大野郡 長良村                      | 大野郡 清水村            | 揖斐郡 清水村   | 揖斐郡 清水村                     | 揖斐郡 清水村   | 揖斐郡 清水村   | 昭和30年 4月1日 揖斐郡 揖斐川町 | 揖斐郡 揖斐川町                         | 揖斐郡 揖斐川町                      |                                      | 平成17年 1月31日 揖斐郡 揖斐川町 | 揖斐郡 揖斐川町      |
| 大野郡 北方村        | 大野郡 北方村         | 大野郡 北方村        | 大野郡 北方村                    | 大野郡 北方村               | 大野郡 北方村                        | 大野郡 北方村                    | 大野郡 北方村        | 大野郡 北方村        | 大野郡 北方村                      | 大野郡 北方村            | 揖斐郡 北方村   | 揖斐郡 北方村                     | 揖斐郡 北方村   | 揖斐郡 北方村   | 昭和30年 4月1日 揖斐郡 揖斐川町 | 揖斐郡 揖斐川町                         | 揖斐郡 揖斐川町                      |                                      | 平成17年 1月31日 揖斐郡 揖斐川町 | 揖斐郡 揖斐川町      |
| 大野郡 房島村        | 大野郡 房島村         | 大野郡 房島村        | 大野郡 房島村                    | 大野郡 房島村               | 大野郡 房島村                        | 大野郡 房島村                    | 大野郡 房島村        | 大野郡 房島村        | 大野郡 房島村                      | 揖斐郡 大和村            | 揖斐郡 大和村   | 揖斐郡 大和村                     | 揖斐郡 大和村   | 揖斐郡 大和村   | 昭和30年 4月1日 揖斐郡 揖斐川町 | 揖斐郡 揖斐川町                         | 揖斐郡 揖斐川町                      |                                      | 平成17年 1月31日 揖斐郡 揖斐川町 | 揖斐郡 揖斐川町      |
| 大野郡 極楽寺村      | 大野郡 極楽寺村       | 大野郡 極楽寺村      | 大野郡 極楽寺村                  | 大野郡 極楽寺村             | 大野郡 極楽寺村                      | 大野郡 極楽寺村                  | 大野郡 極楽寺村      | 大野郡 極楽寺村      | 大野郡 極楽寺村                    | 揖斐郡 大和村            | 揖斐郡 大和村   | 揖斐郡 大和村                     | 揖斐郡 大和村   | 揖斐郡 大和村   | 昭和30年 4月1日 揖斐郡 揖斐川町 | 揖斐郡 揖斐川町                         | 揖斐郡 揖斐川町                      |                                      | 平成17年 1月31日 揖斐郡 揖斐川町 | 揖斐郡 揖斐川町      |
| 大野郡 伊尾野村      | 大野郡 伊尾野村       | 大野郡 伊尾野村      | 明治7年 9月 大野郡 上南方村      | 大野郡 上南方村             | 大野郡 上南方村                      | 大野郡 上南方村                  | 大野郡 上南方村      | 大野郡 上南方村      | 大野郡 上南方村                    | 揖斐郡 大和村            | 揖斐郡 大和村   | 揖斐郡 大和村                     | 揖斐郡 大和村   | 揖斐郡 大和村   | 昭和30年 4月1日 揖斐郡 揖斐川町 | 揖斐郡 揖斐川町                         | 揖斐郡 揖斐川町                      |                                      | 平成17年 1月31日 揖斐郡 揖斐川町 | 揖斐郡 揖斐川町      |
| 大野郡 南方村        | 大野郡 南方村         | 大野郡 南方村        | 明治7年 9月 大野郡 上南方村      | 大野郡 上南方村             | 大野郡 上南方村                      | 大野郡 上南方村                  | 大野郡 上南方村      | 大野郡 上南方村      | 大野郡 上南方村                    | 揖斐郡 大和村            | 揖斐郡 大和村   | 揖斐郡 大和村                     | 揖斐郡 大和村   | 揖斐郡 大和村   | 昭和30年 4月1日 揖斐郡 揖斐川町 | 揖斐郡 揖斐川町                         | 揖斐郡 揖斐川町                      |                                      | 平成17年 1月31日 揖斐郡 揖斐川町 | 揖斐郡 揖斐川町      |
| 大野郡 中津原村      | 大野郡 中津原村       | 大野郡 中津原村      | 大野郡 中津原村                  | 明治8年 11月 大野郡 若松村  | 大野郡 若松村                        | 大野郡 若松村                    | 大野郡 若松村        | 大野郡 若松村        | 大野郡 若松村                      | 揖斐郡 大和村            | 揖斐郡 大和村   | 揖斐郡 大和村                     | 揖斐郡 大和村   | 揖斐郡 大和村   | 昭和30年 4月1日 揖斐郡 揖斐川町 | 揖斐郡 揖斐川町                         | 揖斐郡 揖斐川町                      |                                      | 平成17年 1月31日 揖斐郡 揖斐川町 | 揖斐郡 揖斐川町      |
| 大野郡 仁坂村        | 大野郡 仁坂村         | 大野郡 仁坂村        | 大野郡 仁坂村                    | 明治8年 11月 大野郡 若松村  | 大野郡 若松村                        | 大野郡 若松村                    | 大野郡 若松村        | 大野郡 若松村        | 大野郡 若松村                      | 揖斐郡 大和村            | 揖斐郡 大和村   | 揖斐郡 大和村                     | 揖斐郡 大和村   | 揖斐郡 大和村   | 昭和30年 4月1日 揖斐郡 揖斐川町 | 揖斐郡 揖斐川町                         | 揖斐郡 揖斐川町                      |                                      | 平成17年 1月31日 揖斐郡 揖斐川町 | 揖斐郡 揖斐川町      |
| 池田郡 野中村        | 池田郡 野中村         | 池田郡 野中村        | 池田郡 野中村                    | 明治8年 6月 池田郡 小島村   | 池田郡 小島村                        | 池田郡 小島村                    | 池田郡 小島村        | 池田郡 小島村        | 池田郡 小島村                      | 池田郡 小島村            | 揖斐郡 小島村   | 揖斐郡 小島村                     | 揖斐郡 小島村   | 揖斐郡 小島村   | 昭和30年 4月1日 揖斐郡 揖斐川町 | 揖斐郡 揖斐川町                         | 揖斐郡 揖斐川町                      |                                      | 平成17年 1月31日 揖斐郡 揖斐川町 | 揖斐郡 揖斐川町      |
| 池田郡 堀村          | 池田郡 堀村           | 池田郡 堀村          | 池田郡 堀村                      | 明治8年 6月 池田郡 小島村   | 池田郡 小島村                        | 池田郡 小島村                    | 池田郡 小島村        | 池田郡 小島村        | 池田郡 小島村                      | 池田郡 小島村            | 揖斐郡 小島村   | 揖斐郡 小島村                     | 揖斐郡 小島村   | 揖斐郡 小島村   | 昭和30年 4月1日 揖斐郡 揖斐川町 | 揖斐郡 揖斐川町                         | 揖斐郡 揖斐川町                      |                                      | 平成17年 1月31日 揖斐郡 揖斐川町 | 揖斐郡 揖斐川町      |
| 池田郡 大門村        | 池田郡 大門村         | 池田郡 大門村        | 池田郡 大門村                    | 明治8年 6月 池田郡 小島村   | 池田郡 小島村                        | 池田郡 小島村                    | 池田郡 小島村        | 池田郡 小島村        | 池田郡 小島村                      | 池田郡 小島村            | 揖斐郡 小島村   | 揖斐郡 小島村                     | 揖斐郡 小島村   | 揖斐郡 小島村   | 昭和30年 4月1日 揖斐郡 揖斐川町 | 揖斐郡 揖斐川町                         | 揖斐郡 揖斐川町                      |                                      | 平成17年 1月31日 揖斐郡 揖斐川町 | 揖斐郡 揖斐川町      |
| 池田郡 溝尻村        | 池田郡 溝尻村         | 池田郡 溝尻村        | 池田郡 溝尻村                    | 明治8年 6月 池田郡 小島村   | 池田郡 小島村                        | 池田郡 小島村                    | 池田郡 小島村        | 池田郡 小島村        | 池田郡 小島村                      | 池田郡 小島村            | 揖斐郡 小島村   | 揖斐郡 小島村                     | 揖斐郡 小島村   | 揖斐郡 小島村   | 昭和30年 4月1日 揖斐郡 揖斐川町 | 揖斐郡 揖斐川町                         | 揖斐郡 揖斐川町                      |                                      | 平成17年 1月31日 揖斐郡 揖斐川町 | 揖斐郡 揖斐川町      |
| 池田郡 上野村        | 明治4年 池田郡 上野村 | 池田郡 上野村        | 池田郡 上野村                    | 池田郡 上野村               | 池田郡 上野村                        | 池田郡 上野村                    | 池田郡 上野村        | 池田郡 上野村        | 池田郡 上野村                      | 池田郡 上野村            | 揖斐郡 小島村   | 揖斐郡 小島村                     | 揖斐郡 小島村   | 揖斐郡 小島村   | 昭和30年 4月1日 揖斐郡 揖斐川町 | 揖斐郡 揖斐川町                         | 揖斐郡 揖斐川町                      |                                      | 平成17年 1月31日 揖斐郡 揖斐川町 | 揖斐郡 揖斐川町      |
| 池田郡 畑尻村        | 明治4年 池田郡 上野村 | 池田郡 上野村        | 池田郡 上野村                    | 池田郡 上野村               | 池田郡 上野村                        | 池田郡 上野村                    | 池田郡 上野村        | 池田郡 上野村        | 池田郡 上野村                      | 池田郡 上野村            | 揖斐郡 小島村   | 揖斐郡 小島村                     | 揖斐郡 小島村   | 揖斐郡 小島村   | 昭和30年 4月1日 揖斐郡 揖斐川町 | 揖斐郡 揖斐川町                         | 揖斐郡 揖斐川町                      |                                      | 平成17年 1月31日 揖斐郡 揖斐川町 | 揖斐郡 揖斐川町      |
| 池田郡 広尾村        | 明治4年 池田郡 上野村 | 池田郡 上野村        | 池田郡 上野村                    | 池田郡 上野村               | 池田郡 上野村                        | 池田郡 上野村                    | 池田郡 上野村        | 池田郡 上野村        | 池田郡 上野村                      | 池田郡 上野村            | 揖斐郡 小島村   | 揖斐郡 小島村                     | 揖斐郡 小島村   | 揖斐郡 小島村   | 昭和30年 4月1日 揖斐郡 揖斐川町 | 揖斐郡 揖斐川町                         | 揖斐郡 揖斐川町                      |                                      | 平成17年 1月31日 揖斐郡 揖斐川町 | 揖斐郡 揖斐川町      |
| 池田郡 東野村        | 池田郡 東野村         | 池田郡 東野村        | 明治7年 9月 改称 池田郡 上東野村 | 池田郡 上東野村             | 池田郡 上東野村                      | 池田郡 上東野村                  | 池田郡 上東野村      | 池田郡 上東野村      | 池田郡 上東野村                    | 池田郡 上東野村          | 揖斐郡 小島村   | 揖斐郡 小島村                     | 揖斐郡 小島村   | 揖斐郡 小島村   | 昭和30年 4月1日 揖斐郡 揖斐川町 | 揖斐郡 揖斐川町                         | 揖斐郡 揖斐川町                      |                                      | 平成17年 1月31日 揖斐郡 揖斐川町 | 揖斐郡 揖斐川町      |
| 池田郡 岡村          | 池田郡 岡村           | 池田郡 岡村          | 池田郡 岡村                      | 池田郡 岡村                 | 池田郡 岡村                          | 池田郡 岡村                      | 池田郡 岡村          | 池田郡 岡村          | 池田郡 岡村                        | 池田郡 岡村              | 揖斐郡 小島村   | 揖斐郡 小島村                     | 揖斐郡 小島村   | 揖斐郡 小島村   | 昭和30年 4月1日 揖斐郡 揖斐川町 | 揖斐郡 揖斐川町                         | 揖斐郡 揖斐川町                      |                                      | 平成17年 1月31日 揖斐郡 揖斐川町 | 揖斐郡 揖斐川町      |
| 池田郡 和田村        | 池田郡 和田村         | 池田郡 和田村        | 池田郡 和田村                    | 池田郡 和田村               | 池田郡 和田村                        | 池田郡 和田村                    | 池田郡 和田村        | 池田郡 和田村        | 池田郡 和田村                      | 池田郡 和田村            | 揖斐郡 小島村   | 揖斐郡 小島村                     | 揖斐郡 小島村   | 揖斐郡 小島村   | 昭和30年 4月1日 揖斐郡 揖斐川町 | 揖斐郡 揖斐川町                         | 揖斐郡 揖斐川町                      |                                      | 平成17年 1月31日 揖斐郡 揖斐川町 | 揖斐郡 揖斐川町      |
| 池田郡 市場村        | 池田郡 市場村         | 池田郡 市場村        | 池田郡 市場村                    | 池田郡 市場村               | 池田郡 市場村                        | 池田郡 市場村                    | 池田郡 市場村        | 池田郡 市場村        | 池田郡 市場村                      | 池田郡 市場村            | 揖斐郡 小島村   | 揖斐郡 小島村                     | 揖斐郡 小島村   | 揖斐郡 小島村   | 昭和30年 4月1日 揖斐郡 揖斐川町 | 揖斐郡 揖斐川町                         | 揖斐郡 揖斐川町                      |                                      | 平成17年 1月31日 揖斐郡 揖斐川町 | 揖斐郡 揖斐川町      |
| 池田郡 瑞岩寺村      | 池田郡 瑞岩寺村       | 池田郡 瑞岩寺村      | 池田郡 瑞岩寺村                  | 池田郡 瑞岩寺村             | 池田郡 瑞岩寺村                      | 池田郡 瑞岩寺村                  | 池田郡 瑞岩寺村      | 池田郡 瑞岩寺村      | 池田郡 瑞岩寺村                    | 池田郡 瑞岩寺村          | 揖斐郡 小島村   | 揖斐郡 小島村                     | 揖斐郡 小島村   | 揖斐郡 小島村   | 昭和30年 4月1日 揖斐郡 揖斐川町 | 揖斐郡 揖斐川町                         | 揖斐郡 揖斐川町                      |                                      | 平成17年 1月31日 揖斐郡 揖斐川町 | 揖斐郡 揖斐川町      |
| 池田郡 白樫村        | 池田郡 白樫村         | 池田郡 白樫村        | 池田郡 白樫村                    | 池田郡 白樫村               | 池田郡 白樫村                        | 池田郡 白樫村                    | 池田郡 白樫村        | 池田郡 白樫村        | 池田郡 白樫村                      | 池田郡 白樫村            | 揖斐郡 小島村   | 揖斐郡 小島村                     | 揖斐郡 小島村   | 揖斐郡 小島村   | 昭和30年 4月1日 揖斐郡 揖斐川町 | 揖斐郡 揖斐川町                         | 揖斐郡 揖斐川町                      |                                      | 平成17年 1月31日 揖斐郡 揖斐川町 | 揖斐郡 揖斐川町      |
| 池田郡 新宮村        | 池田郡 新宮村         | 池田郡 新宮村        | 池田郡 新宮村                    | 池田郡 新宮村               | 池田郡 新宮村                        | 池田郡 新宮村                    | 池田郡 新宮村        | 池田郡 新宮村        | 池田郡 新宮村                      | 池田郡 新宮村            | 揖斐郡 小島村   | 揖斐郡 小島村                     | 揖斐郡 小島村   | 揖斐郡 小島村   | 昭和30年 4月1日 揖斐郡 揖斐川町 | 揖斐郡 揖斐川町                         | 揖斐郡 揖斐川町                      |                                      | 平成17年 1月31日 揖斐郡 揖斐川町 | 揖斐郡 揖斐川町      |
| 池田郡 黒田村        | 池田郡 黒田村         | 池田郡 黒田村        | 池田郡 黒田村                    | 池田郡 黒田村               | 池田郡 黒田村                        | 池田郡 黒田村                    | 池田郡 黒田村        | 池田郡 黒田村        | 池田郡 黒田村                      | 池田郡 黒田村            | 揖斐郡 小島村   | 揖斐郡 小島村                     | 揖斐郡 小島村   | 揖斐郡 小島村   | 昭和30年 4月1日 揖斐郡 揖斐川町 | 揖斐郡 揖斐川町                         | 揖斐郡 揖斐川町                      |                                      | 平成17年 1月31日 揖斐郡 揖斐川町 | 揖斐郡 揖斐川町      |
| 池田郡 脛永村        | 池田郡 脛永村         | 池田郡 脛永村        | 池田郡 脛永村                    | 池田郡 脛永村               | 池田郡 脛永村                        | 池田郡 脛永村                    | 池田郡 脛永村        | 池田郡 脛永村        | 池田郡 脛永村                      | 揖斐郡 養基村            | 揖斐郡 養基村   | 揖斐郡 養基村                     | 揖斐郡 養基村   | 揖斐郡 養基村   | 揖斐郡 養基村                   | 昭和31年 9月30日 揖斐郡 揖斐川町 に編入 | 揖斐郡 揖斐川町                      |                                      | 平成17年 1月31日 揖斐郡 揖斐川町 | 揖斐郡 揖斐川町      |
| 池田郡 粕河原村      | 池田郡 粕河原村       | 池田郡 粕河原村      | 池田郡 粕河原村                  | 池田郡 粕河原村             | 池田郡 粕河原村                      | 池田郡 粕河原村                  | 池田郡 粕河原村      | 池田郡 粕河原村      | 池田郡 粕河原村                    | 揖斐郡 養基村            | 揖斐郡 養基村   | 揖斐郡 養基村                     | 揖斐郡 養基村   | 揖斐郡 養基村   | 揖斐郡 養基村                   | 昭和31年 9月30日 揖斐郡 池田町 に編入   | 揖斐郡 池田町 の一部                 | 揖斐郡 池田町 の一部                 | 揖斐郡 池田町 の一部             | 揖斐郡 池田町 の一部 |
| 池田郡 田中村        | 池田郡 田中村         | 池田郡 田中村        | 池田郡 田中村                    | 池田郡 田中村               | 池田郡 田中村                        | 池田郡 田中村                    | 池田郡 田中村        | 池田郡 田中村        | 池田郡 田中村                      | 揖斐郡 養基村            | 揖斐郡 養基村   | 揖斐郡 養基村                     | 揖斐郡 養基村   | 揖斐郡 養基村   | 揖斐郡 養基村                   | 昭和31年 9月30日 揖斐郡 池田町 に編入   | 揖斐郡 池田町 の一部                 | 揖斐郡 池田町 の一部                 | 揖斐郡 池田町 の一部             | 揖斐郡 池田町 の一部 |
| 池田郡 沓井村        | 池田郡 沓井村         | 池田郡 沓井村        | 池田郡 沓井村                    | 池田郡 沓井村               | 池田郡 沓井村                        | 池田郡 沓井村                    | 池田郡 沓井村        | 池田郡 沓井村        | 池田郡 沓井村                      | 揖斐郡 養基村            | 揖斐郡 養基村   | 揖斐郡 養基村                     | 揖斐郡 養基村   | 揖斐郡 養基村   | 揖斐郡 養基村                   | 昭和31年 9月30日 揖斐郡 池田町 に編入   | 揖斐郡 池田町 の一部                 | 揖斐郡 池田町 の一部                 | 揖斐郡 池田町 の一部             | 揖斐郡 池田町 の一部 |

## 人口
| |                                          |  |
| 揖斐川町と全国の年齢別人口分布（2005年） | 揖斐川町の年齢・男女別人口分布（2005年） |  |
| ■紫色 ― 揖斐川町 ■緑色 ― 日本全国 | ■青色 ― 男性 ■赤色 ― 女性                |  |
| 揖斐川町（に相当する地域）の人口の推移 \| 1970年（昭和45年） \| 29,979人 \| \| \| 1975年（昭和50年） \| 30,768人 \| \| \| 1980年（昭和55年） \| 31,171人 \| \| \| 1985年（昭和60年） \| 30,226人 \| \| \| 1990年（平成2年） \| 29,156人 \| \| \| 1995年（平成7年） \| 28,368人 \| \| \| 2000年（平成12年） \| 27,453人 \| \| \| 2005年（平成17年） \| 26,192人 \| \| \| 2010年（平成22年） \| 23,784人 \| \| \| 2015年（平成27年） \| 21,503人 \| \| \| 2020年（令和2年） \| 19,529人 \| \| |                                          |  |
| 総務省統計局 国勢調査より |                                          |  |
| 1970年（昭和45年） | 29,979人                                 |  |
| 1975年（昭和50年） | 30,768人                                 |  |
| 1980年（昭和55年） | 31,171人                                 |  |
| 1985年（昭和60年） | 30,226人                                 |  |
| 1990年（平成2年） | 29,156人                                 |  |
| 1995年（平成7年） | 28,368人                                 |  |
| 2000年（平成12年） | 27,453人                                 |  |
| 2005年（平成17年） | 26,192人                                 |  |
| 2010年（平成22年） | 23,784人                                 |  |
| 2015年（平成27年） | 21,503人                                 |  |
| 2020年（令和2年） | 19,529人                                 |  |

## 行政

### 町長
- 岡部栄一 (2020年11月20日 - 在職中、1期目)

### 歴代町長
- 宗宮孝生 (2005年3月 - 2016年10月)
- 富田和弘 (2016年10月 - 2020年11月19日)

- 2013年（平成25年）の選挙までは、愛知県名古屋市を除く東海3県の市町村議会で唯一、選挙区が設けられていた[3]。

### 姉妹都市・提携都市
- 全国門前町サミット：全国の神社仏閣を中心に発展してきた門前町を有する自治体・観光協会・商業関係者などが集まり地域活性、街作り推進のため開催する会議。

## 議会

### 町議会
- 定数：15人
- 任期：2021年3月6日 - 2025年3月5日[4]
- 議長：大西惠子
- 副議長：栗田昭行

### 県議会
- 定数：2人
- 選挙区：揖斐郡選挙区
- 任期：2023年（令和5年）4月30日〜2027年（令和9年）4月29日

| 議員名     | 会派名         | 備考 |
| ---------- | -------------- | ---- |
| 国枝慎太郎 | 県政自民クラブ |      |
| 所竜也     | 県政自民クラブ |      |

### 衆議院
- 選挙区：岐阜2区（大垣市、海津市、養老郡、不破郡、安八郡、揖斐郡）
- 任期：2021年10月31日 - 2025年10月30日
- 当日有権者数：300,608人
- 投票率：56.09％

| 当落 | 候補者名   | 年齢 | 所属党派   | 新旧別 | 得票数    | 重複 |
| ---- | ---------- | ---- | ---------- | ------ | --------- | ---- |
| 当   | 棚橋泰文   | 58   | 自由民主党 | 前     | 108,755票 | ○    |
|      | 大谷由里子 | 58   | 国民民主党 | 新     | 40,179票  | ○    |
|      | 三尾圭司   | 45   | 日本共産党 | 新     | 16,374票  |      |

## 経済・産業

### 本社を置く企業

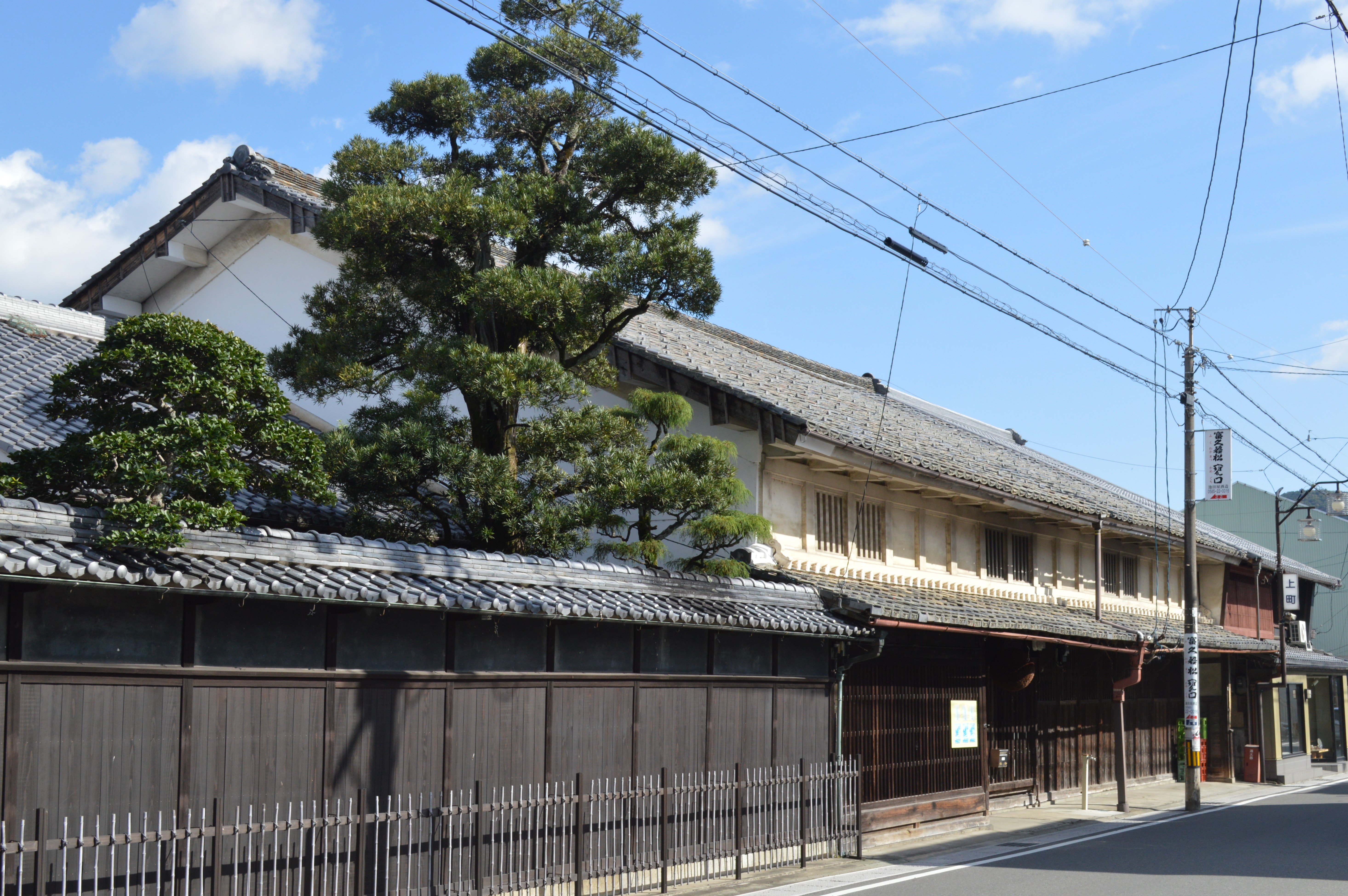
池田屋酒造

- 池田屋酒造：元禄2年（1689年）創業の造り酒屋。主要銘柄は「富久若松」。
- 所酒造：造り酒屋。主要銘柄は「房島屋」。
- 西濃建設
- 棚橋牛乳：明治12年に揖斐川町で牛乳製造を始める。2021年に自社製造をやめて池田町の棚橋牧場に委託している[5]。

### いび茶

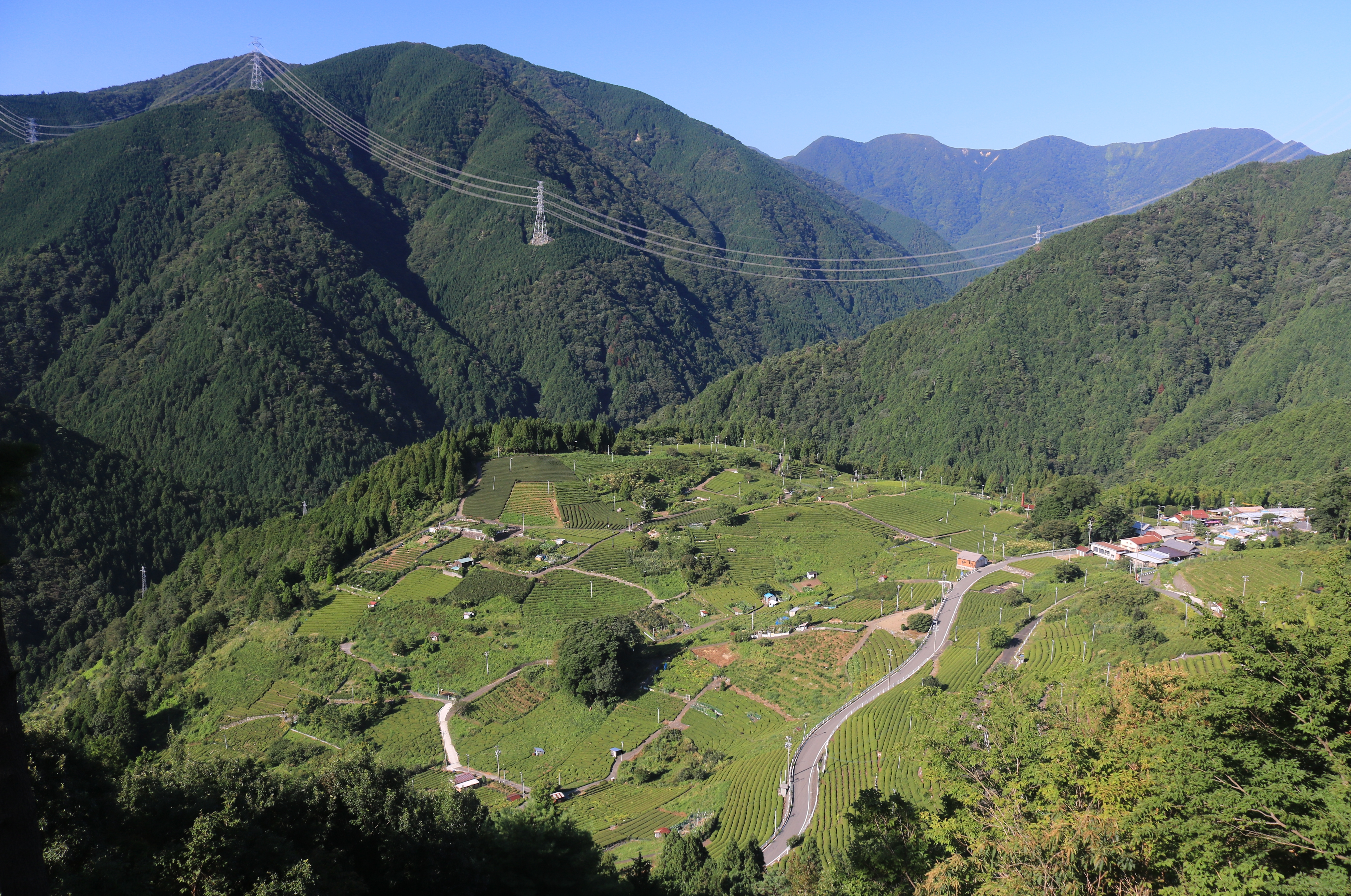
上ケ流地区の茶園

茶が栽培されており、「いび茶」としてブランド化されている。上ケ流（かみがれ）地区の標高300メートルの山腹にある茶畑は、景色の良さから遊歩道が整備されて2016年から観光地化されており、「天空の茶畑」「岐阜のマチュピチュ」と呼ばれている。

## 教育

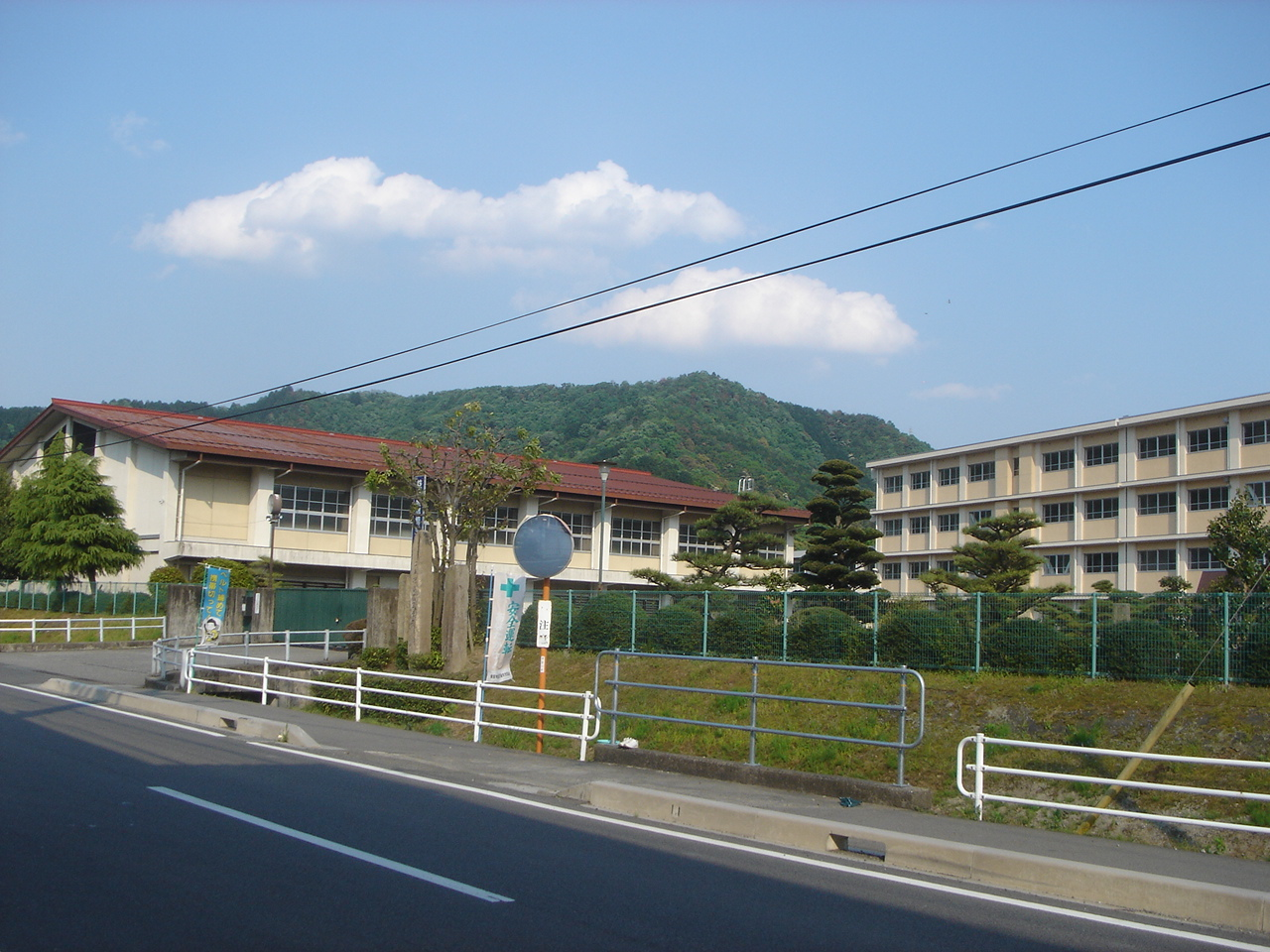
岐阜県立揖斐高等学校

### 高等学校
- 岐阜県立揖斐高等学校
- 西濃学園高等学校

### 中学校
公立
- 揖斐川町立北和中学校
- 揖斐川町立揖斐川中学校
- 揖斐川町立谷汲中学校

私立
- 西濃学園中学校

### 小学校
- 揖斐川町立北方小学校
- 揖斐川町立大和小学校
- 揖斐川町立揖斐小学校
- 揖斐川町立清水小学校
- 養基小学校養基保育所組合立養基小学校：池田町にある小学校。旧・養基村の小学校であり、昭和の大合併で養基村が分割された名残である。揖斐川町脛永地区の児童が通学する。

- 揖斐川町立小島小学校
- 揖斐川町立谷汲小学校

### 特別支援学校
- 岐阜県立揖斐特別支援学校

### 廃校
（新）揖斐川町発足後の廃校を記述する。それ以前は「岐阜県小学校の廃校一覧#揖斐郡」「岐阜県中学校の廃校一覧#揖斐郡」を参照。
- 揖斐川町立藤橋小学校
- 揖斐川町立久瀬小学校
- 揖斐川町立春日小学校
- 揖斐川町立坂内小中学校
- 揖斐川町立藤橋中学校
- 揖斐川町立久瀬中学校
- 揖斐川町立春日中学校

## 交通

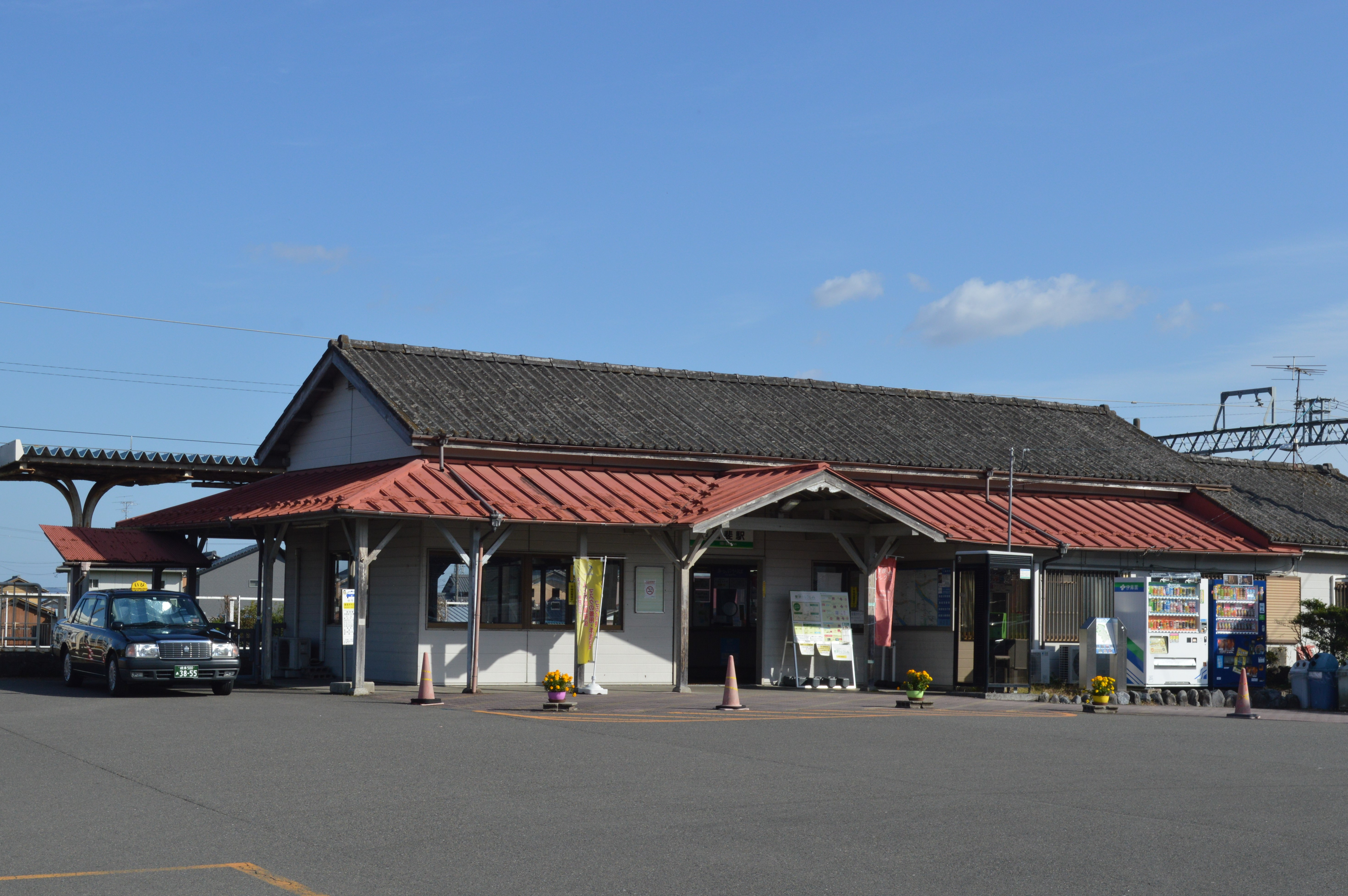
養老鉄道養老線揖斐駅

### 鉄道
- 養老鉄道
  - 養老線：揖斐駅（中心駅）
- 樽見鉄道
  - 樽見線：谷汲口駅 - （本巣市） - 高科駅
  - その他、鍋原駅 - 日当駅（いずれも本巣市）間でも約 340m ではあるが当町（谷汲高架）を通過している。

### 路線バス
- 揖斐川町コミュニティバス
- 町内に名阪近鉄バス揖斐営業所が所在する。

### タクシー
- 揖斐タクシー

### 道路

#### 高速道路
揖斐川町内には高速道路は無い。最寄りのインターチェンジ（IC）は東海環状自動車道の本巣ICまたは大野神戸IC、大垣西ICである。
また旧坂内村・旧藤橋村は北陸自動車道の木之本ICも比較的近い。

#### 一般国道
- 国道303号
- 国道417号

#### 一般有料道路
- 伊吹山ドライブウェイ

#### 県道
- 岐阜県道32号春日揖斐川線
- 滋賀県道・岐阜県道40号山東本巣線
- 岐阜県道251号揖斐川谷汲山線
- 岐阜県道254号藤橋池田線
- 岐阜県道255号根尾谷汲大野線
- 岐阜県道257号川合垂井線
- 岐阜県道261号脛永万石線

- 岐阜県道266号深坂大野線
- 岐阜県道267号神原揖斐川線
- 岐阜県道268号神原西津汲線
- 岐阜県道270号藤橋根尾線
- 岐阜県道271号揖斐峡公園線
- 岐阜県道274号揖斐高原線

#### 道の駅
- 星のふる里ふじはし
- 夢さんさん谷汲
- 夜叉ケ池の里さかうち

## 施設
- 国土交通省中部地方整備局
  - 越美山系砂防事務所
- 林野庁中部森林管理局岐阜森林管理署
  - 揖斐森林事務所
- 岐阜県揖斐総合庁舎
- 揖斐川町役場
  - 谷汲振興事務所
  - 春日振興事務所
  - 久瀬振興事務所
  - 藤橋振興事務所
  - 坂内振興事務所
- 岐阜県警察揖斐警察署
  - 小島警察官駐在所
  - 養基警察官駐在所
  - 藤橋警察官駐在所
  - 谷汲警察官駐在所
  - 坂内警察官駐在所
  - 久瀬警察官駐在所
  - 春日警察官駐在所
- 揖斐郡消防組合消防本部
  - 北分署
  - 西分署
  - 東分署

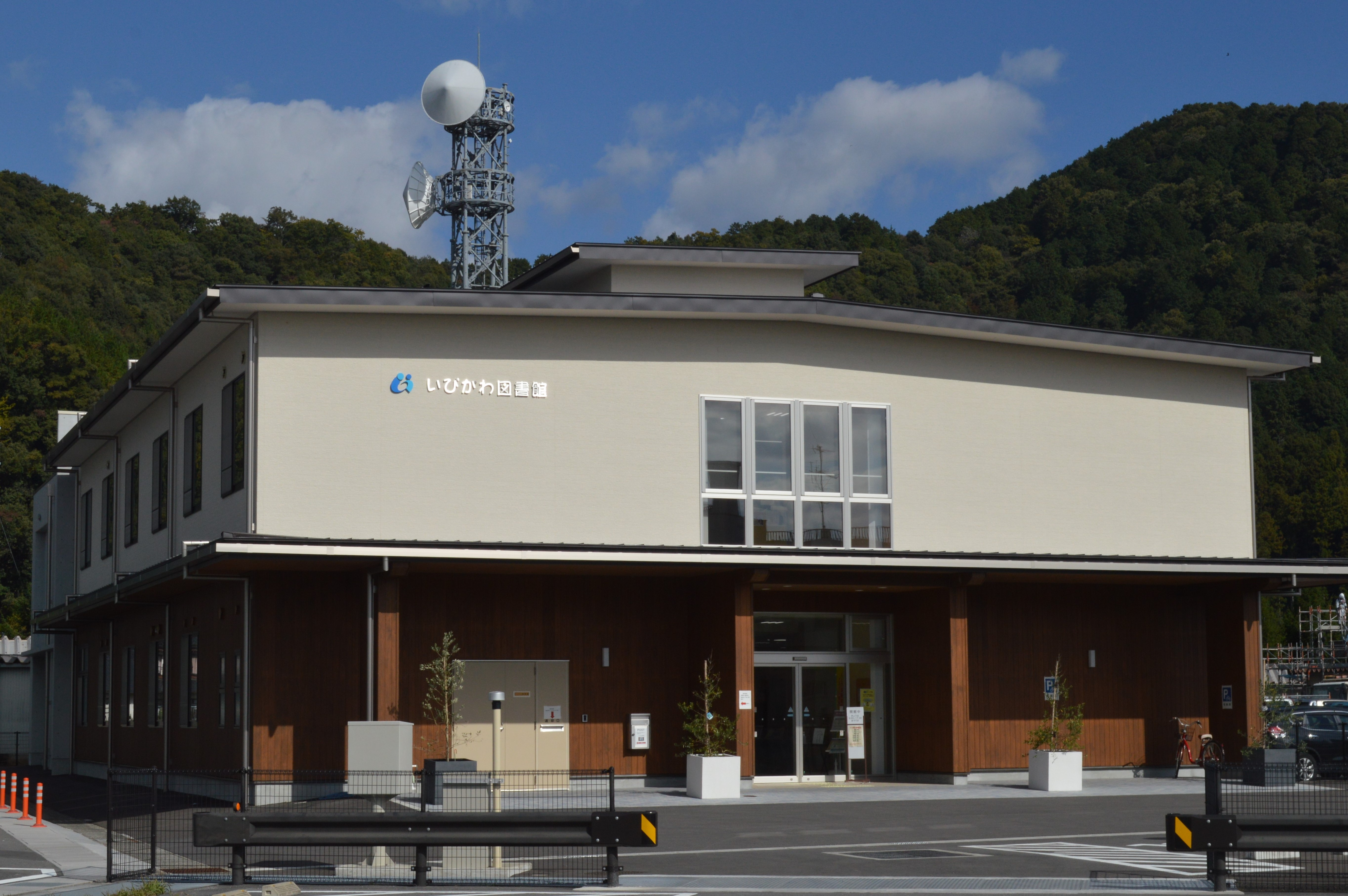
揖斐川町立いびがわ図書館

- 揖斐川町いびがわ診療所　※揖斐厚生病院（2023年9月30日閉院）の建物のうち健診センターを改修。2023年（令和5年）11月1日に開所[7][8]
- 揖斐川町谷汲中央診療所
- 揖斐川町春日診療所（かすがモリモリ村内）
- 揖斐川町春日診療所美束出張所
- 揖斐川町久瀬診療所
- 坂内国民健康保険診療所
- 藤橋国民健康保険診療所
- 揖斐川町地域交流センター「はなもも」
- 揖斐川町谷汲サンサンホール
- 揖斐川町立図書館
  - いびがわ図書館
  - 谷汲図書館
  - 坂内図書館
- いび川農業協同組合
- 揖斐川健康広場
- 市場・北和・脛永グラウンド
- 揖斐川パターゴルフ場
- 谷汲スポーツセンター
- 谷汲総合運動場
- 坂内運動場
- 久瀬山村広場 - 休止中
- 坂内テニスコート - 休止中
- 揖斐川プール - 休止中

## 名所・旧跡・観光スポット

### 名所・旧跡
- 萬松山瑞巌寺

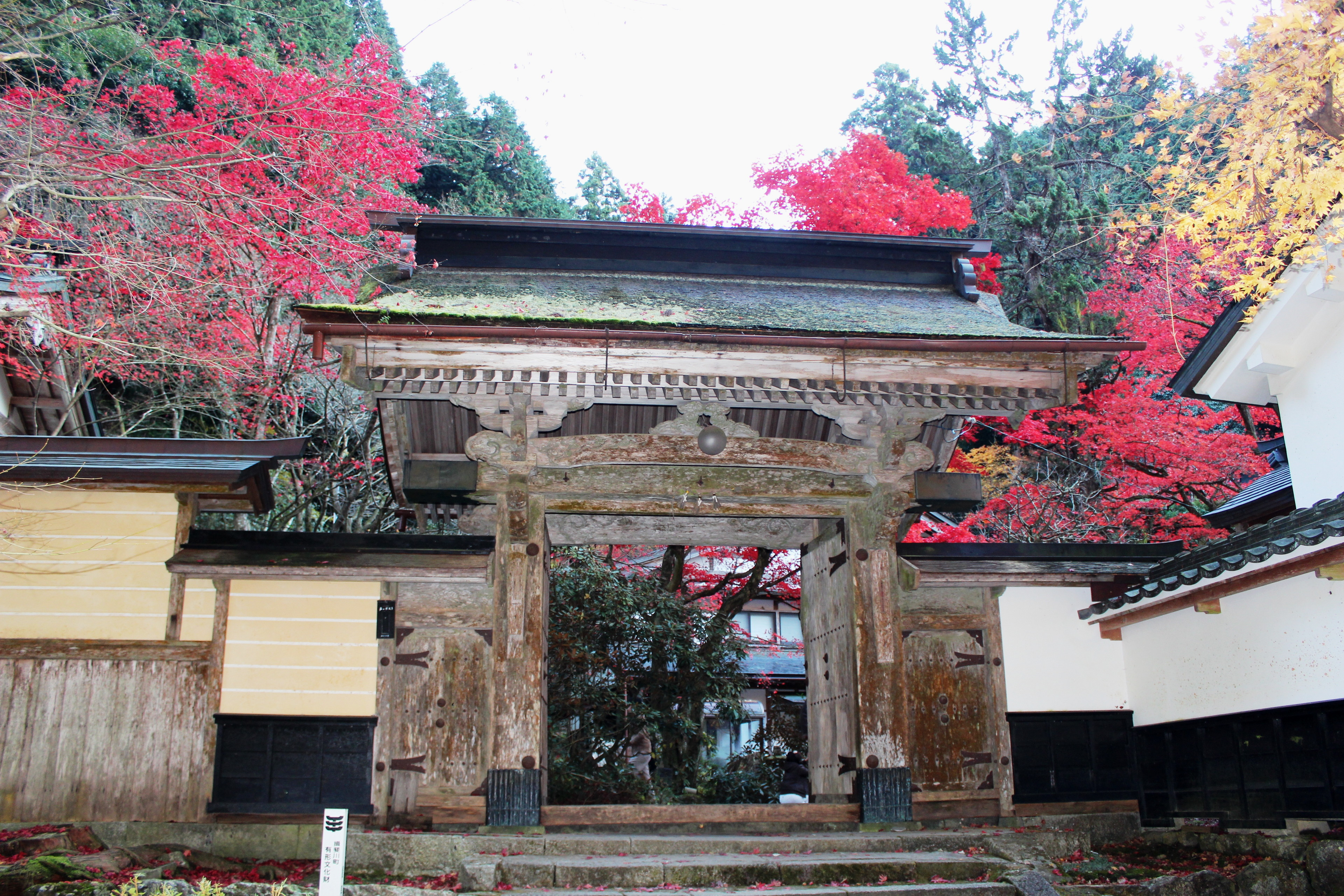
横蔵寺の紅葉

- 谷汲山華厳寺（谷汲地区、西国三十三所第33番札所、満願寺）
- 両界山横蔵寺（谷汲地区）
- 夜叉龍神社
- 花長上神社（谷汲地区）
- 花長下神社（谷汲地区）
- 三輪神社（揖斐川町揖斐郡総鎮守）
- 揖斐城（城台山公園）
- 揖斐陣屋
- 春日局出生の碑（小島地区、ただし出生地については諸説ある）
- 恋のつり橋（宮山橋）[9][10]

### 文化施設
- 揖斐川歴史民俗資料館
- 春日森の文化博物館
- 藤橋歴史民俗資料館
- 坂内民俗資料館
- 藤橋城（西美濃プラネタリウム）
- 西美濃天文台
- 谷汲昆虫館

### 娯楽施設
- いび川温泉 藤橋の湯
- かすがモリモリ村リフレッシュ館

### 自然・公園
- 揖斐峡（久瀬地区）
- 伊吹山（滋賀県米原市との境界、春日地区）
- 冠山（福井県今立郡池田町との境界）
- 夜叉ヶ池（福井県南条郡南越前町との境界）
- さざれ石公園（春日地区。「君が代」参照）
- 東海自然歩道
- 徳山ダム

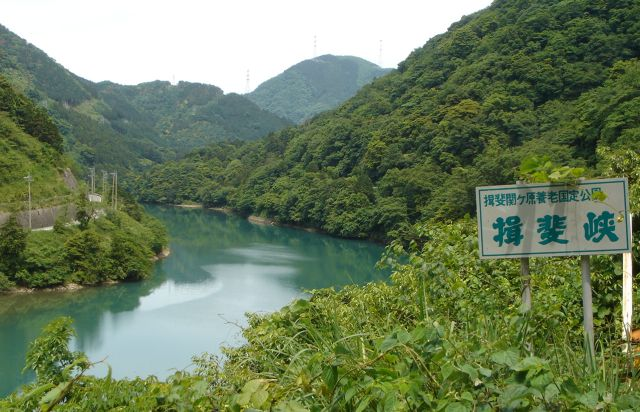
揖斐峡
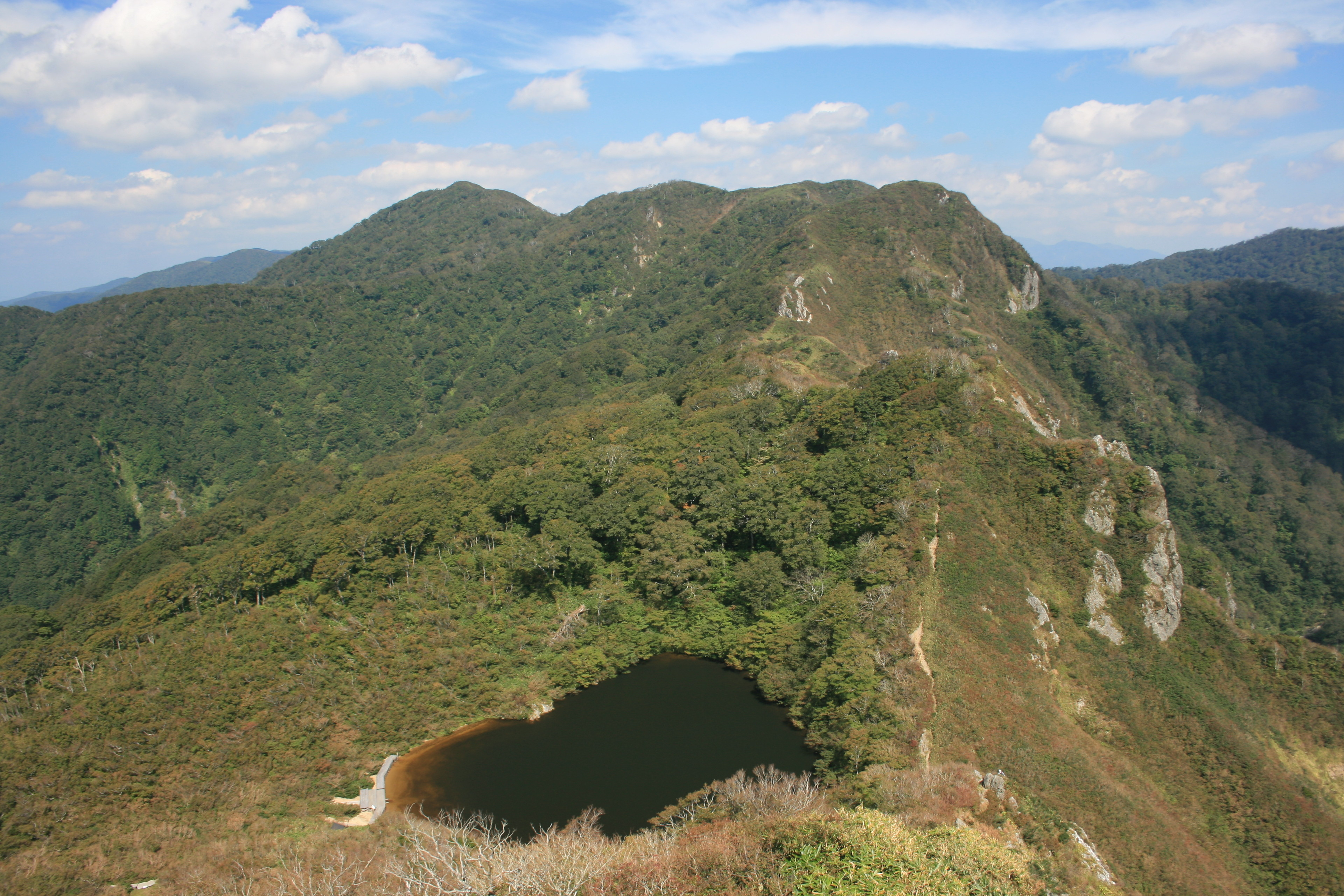
夜叉ヶ池と両白山地の三周ヶ岳
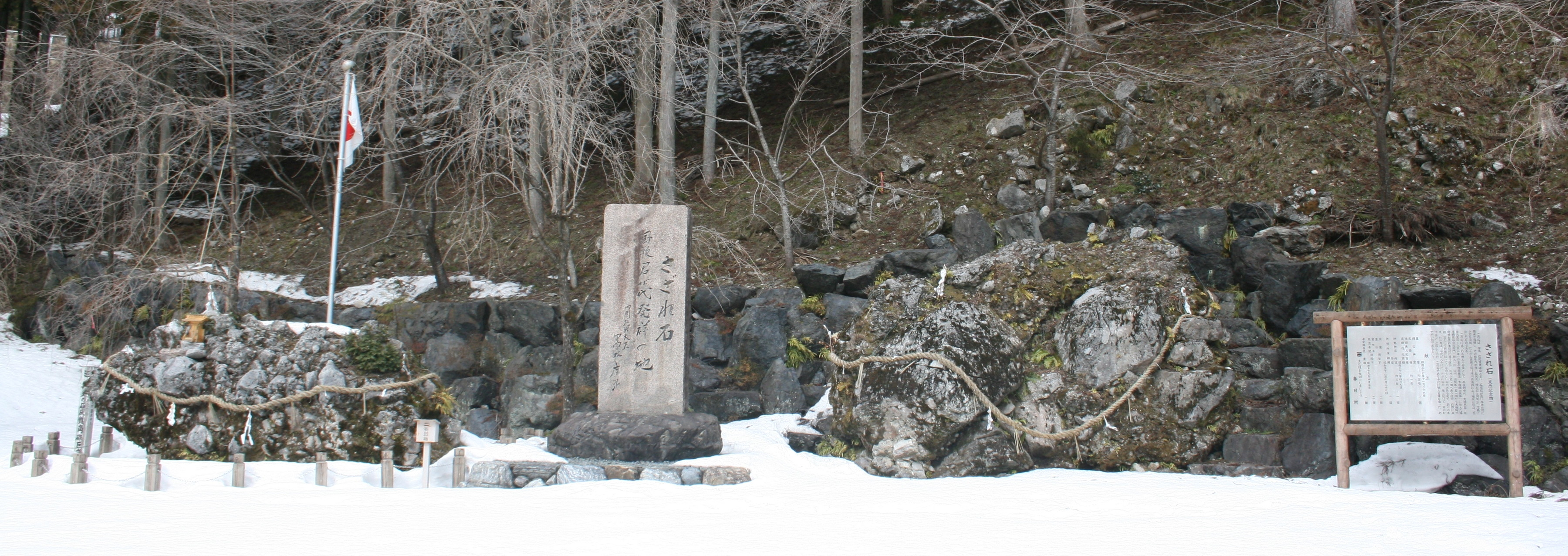
さざれ石公園（春日地区）
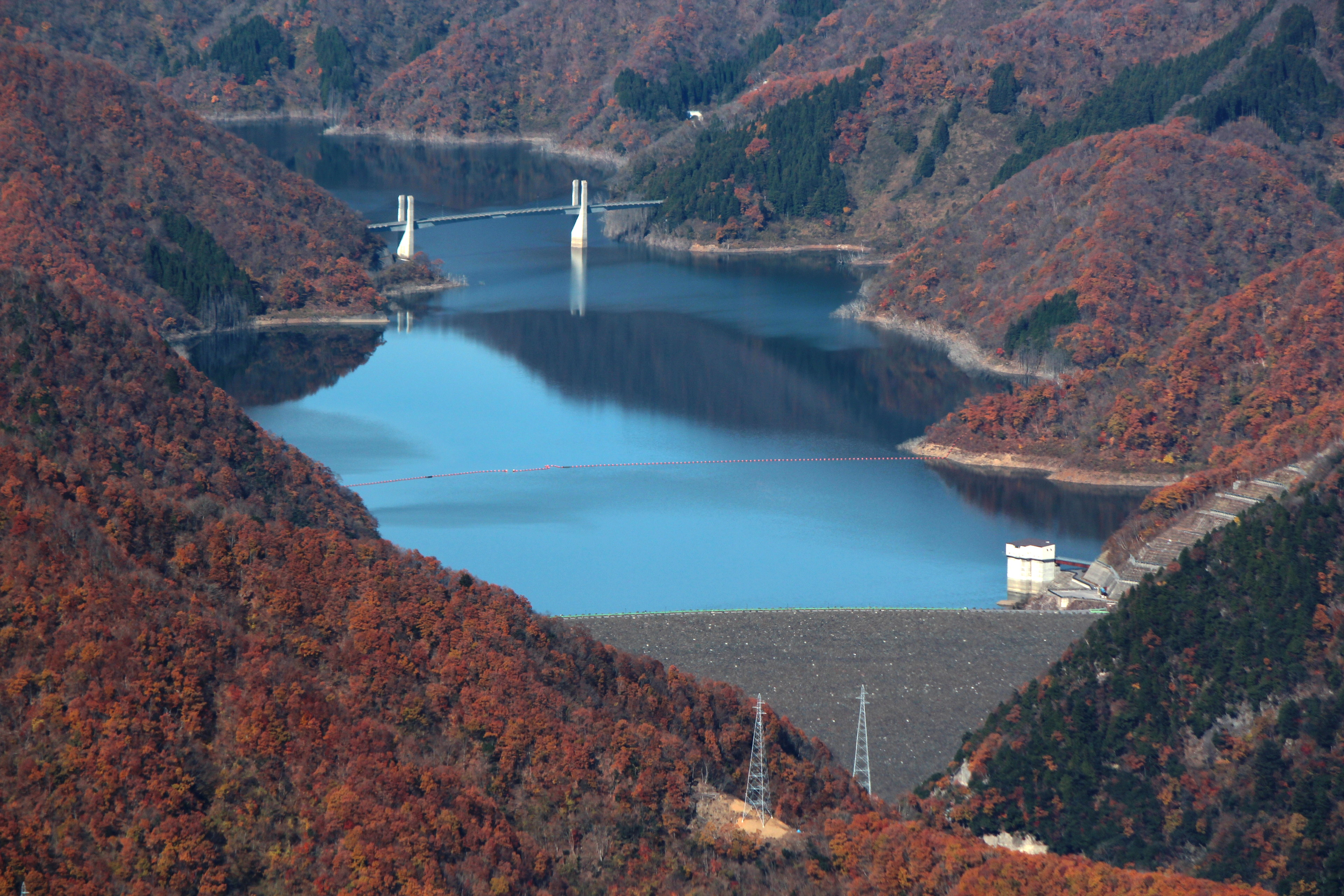
花房山から望む徳山ダム

## 祭事・催事
- いびがわマラソン
- 揖斐祭り（三輪神社の春の例大祭）
- いびがわの祭り「ありがとう花火」
- 谷汲踊り（谷汲地区）
- 徳山おどり（旧徳山村）
- 東津汲鎌倉踊[11]

## 揖斐川町を舞台にした作品
漫画
- えびがわ町の妖怪カフェ：舞台は揖斐川町をモデルにしている

## マスコットキャラクター
揖斐川町公式マスコットキャラクターとして「かっぱの河太郎」が制定されている。
また、町内谷汲にある谷汲山華厳寺の門前街並みづくり協議会によってマスコットキャラクター「いのりちゃん」が制定されている。マスコットキャラクターとしては初めて西国三十三所の満願を達成したている。この功績は三十三所札所会に認められ、「西国三十三所PR大使」「補西国巡礼大使」に任命、また特命先達にも任命されている。

## 著名な出身者
- 安藤輝三：陸軍軍人、二・二六事件首謀者
- 石原美幸：UACJ会長、日本アルミニウム協会会長
- 所英男：総合格闘家
- 野原櫻州：日本画家
- 藤原正典：プロ野球選手
- 増山たづ子：アマチュアカメラマン　旧徳山村出身
- 三田悠貴：グラビアアイドル[12]
- 横山周導：勝善寺住職
- 裂固：ラッパー